# Ver
Pour les articles homonymes, voir Ver (homonymie).
Pour les articles ayant des titres homophones, voir Verre (homonymie) et Vert (homonymie).
Taxons concernés
Entre autres :
- Annelida « vers segmentés » ;
- Nematoda « vers ronds » ;
- Platyhelminthes « vers plats » ;
- Insecta (insectes dans leur forme larvaire) ;
- Nemertea ;
- Priapulida.modifier

Dans la classification scientifique des espèces, les vers constituent un groupe très hétérogène d'animaux invertébrés qui partagent une caractéristique commune, à savoir un corps mou, flexible, de forme allongée et ne comportant généralement aucune partie dure ni d'appendices latéraux prononcés. Il s'agit de la forme la plus primitive d'animaux mobiles, adoptée par une large diversité de groupes biologiques non apparentés entre eux.
Leur morphologie, adaptée autant à la vie parasitaire qu’à des modes de vie autonomes et libres, leur permet de coloniser une large gamme d’environnements terrestres et aquatiques.
Dans le langage courant, le terme ver désigne aussi très souvent la forme larvaire de certains insectes (aussi appelés « asticots »), bien que les insectes ne soient pas des vers.

## Définition

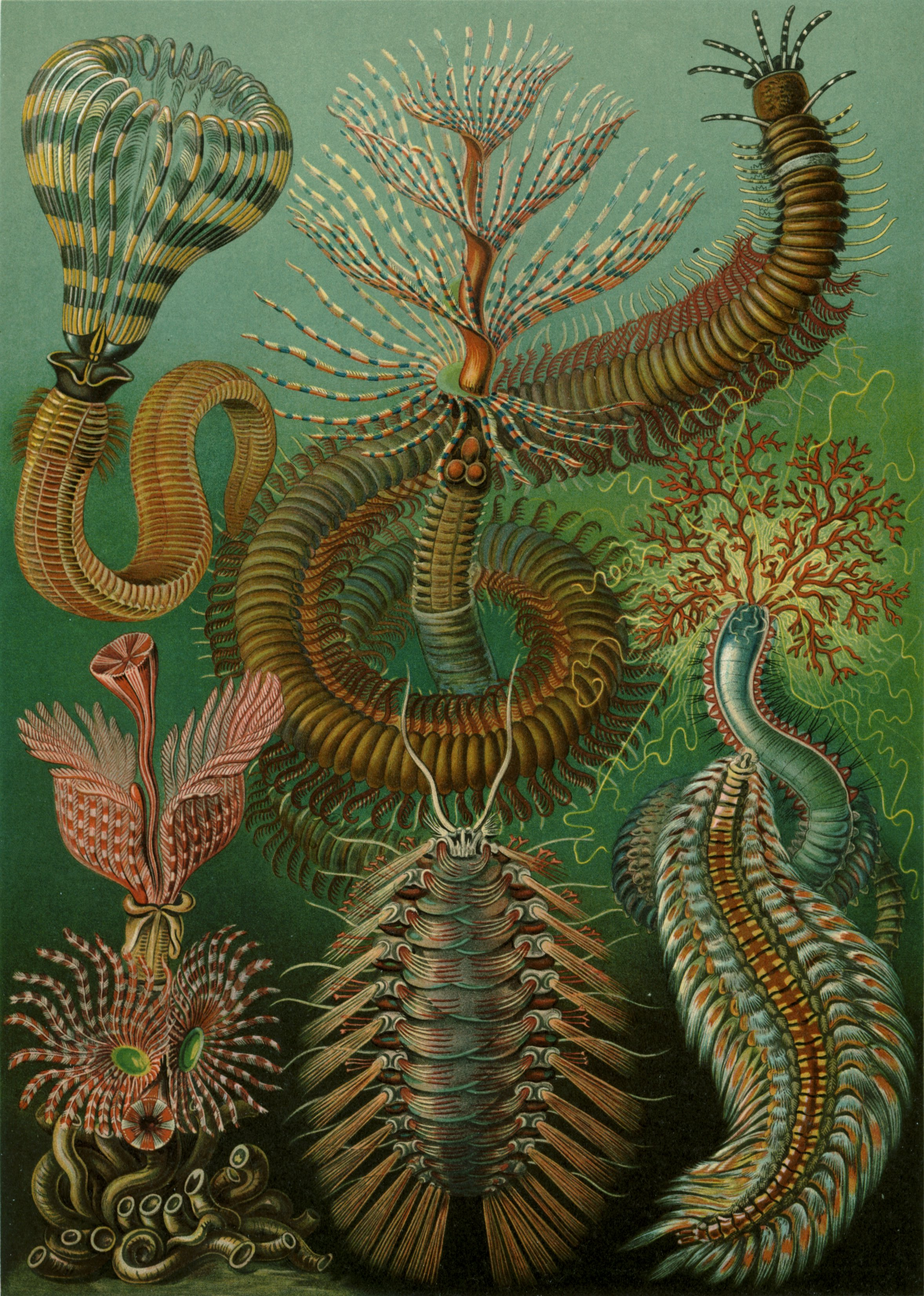
Planche de vers polychètes dessinés par Ernst Haeckel.

Au sens scientifique, ver désigne la forme primitive d'organisation des bilatériens. Les trois groupes d'animaux (vers ronds, vers plats et vers annelés) présentent une symétrie bilatérale fondamentale. Leur apparition, probablement au tout début du Cambrien (ère Paléozoïque), marque une étape importante de l'évolution des êtres vivants. Malgré leur apparente simplicité, ils inaugurent un nouveau type d'organisation anatomique qui sera ensuite repris par toutes les autres espèces animales. Les différents tissus ou organes spécialisés, proviennent de l’un des trois feuillets embryonnaires (endoderme, mésoderme et ectoderme) inaugurés par ces vers.

## Classification
Autrefois, les vers formaient un immense embranchement très hétérogène, regroupant toutes les formes animales molles, à corps étroit et allongé, et dépourvues de membres.
Y étaient inclus les vers plats (Plathelminthes), les nématodes (Némathelmintes), et les vers annelés (Annélides), et en outre d'autres groupes isolés, tels les Rotifères, les Chétognathes, les Bryozoaires, etc.
Les vers ne forment pas un clade car ils ne sont pas un groupe monophylétique. En effet, on désigne par ce nom plusieurs types d'animaux d'abord regroupés selon des critères morphologiques, puis selon des critères phylogénétiques :
- Les vers annelés au corps formé d'anneaux (annélides)
- Les vers ronds au corps cylindrique et lisse (némathelminthes ou nématodes)
- Les vers plats (plathelminthes ou platodes)

Les deux derniers embranchements présentent quelques formes libres, mais ils sont essentiellement parasites (ascaris, douve du foie, ténia, schistosome, etc.). Les annélides en revanche, sont plus indépendants. Certains se déplacent activement, quand d’autres vivent de façon sédentaire, dans une grande variété de milieux aquatiques ou terrestres.
On peut aussi qualifier de « vers » certains autres embranchements animaux allongés et dépourvus d'organes externes, comme les Nemertea, les Sipuncula, certains Cephalorhyncha et éventuellement les Chaetognatha et Onychophora.

## Embranchements

### Vers annelés

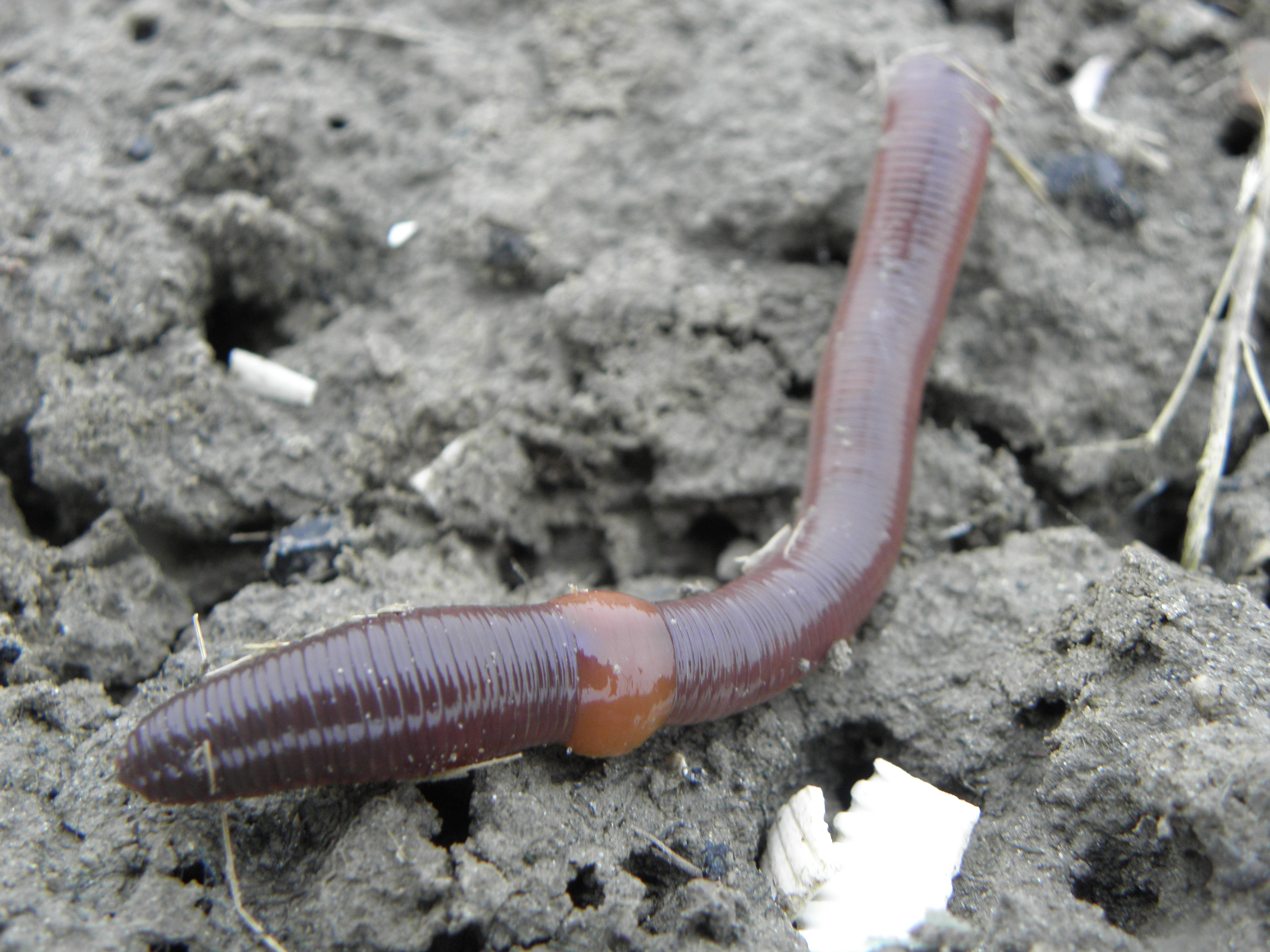
Les vers annélides comme ce Ver de terre (Lumbricus terrestris) portent en général une segmentation bien visible.

Les annélides ou vers segmentés sont des animaux invertébrés, souvent vermiformes, constitués d’anneaux appelés métamères, très semblables entre eux et contenant chacun des organes de tous les appareils. Ils sont dépourvus de pattes articulées, mais les métamères portent souvent des extensions (parapodes ou soies), qui leur permettent d’exécuter toute une gamme de mouvements, y compris nager et creuser la terre.
Les trois principales classes de vers à anneaux se distinguent en fonction du volume de parapodes ou de soies grâce au suffixe « chète » (du grec khaitê, crinière) : 
- Les polychètes (grec polus, beaucoup : ils ont beaucoup d'extensions, et sont surtout marins; par exemple les Néréis) ;
- Les oligochètes (grec oligoi, peu nombreux : ils ont peu d'extensions, et sont surtout terrestres) ;
- Les achètes (préfixe a, privatif) ou hirudinées, dépourvus d'extensions, qui possèdent un nombre restreint de segments et dont seuls les premiers portent des ventouses, au moyen desquelles ils se fixent pour manger (les sangsues).

Les échiuriens, vers marins à longue trompe et à la segmentation non visible, y ont ensuite été ajoutés après avoir longtemps été considérés comme un groupe distinct. De même, les siponcles, eux aussi sans segmentation apparente, ont également été récemment rattachés à ce groupe sur des critères génétiques,.
Les représentants les plus célèbres du groupe des annélides sont le lombric (ou ver de terre) et la sangsue, sans oublier la bonellie (un ver marin échiurien), au dimorphisme sexuel remarquable.

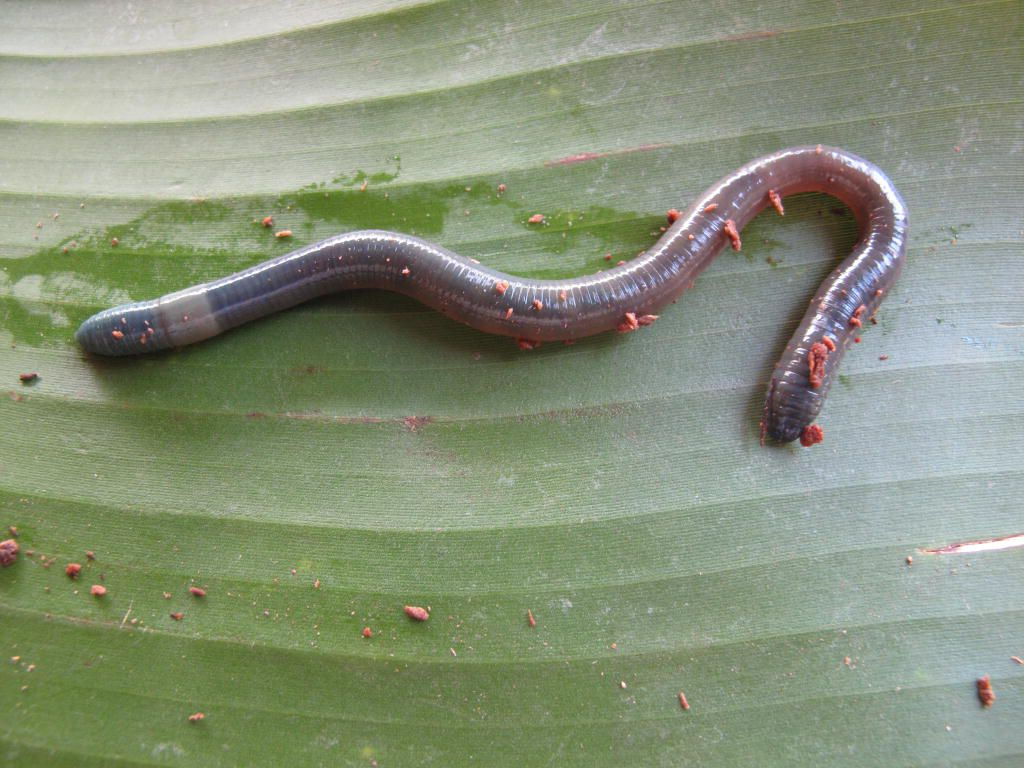
Eutrigaster azul, un oligochète crassiclitellé
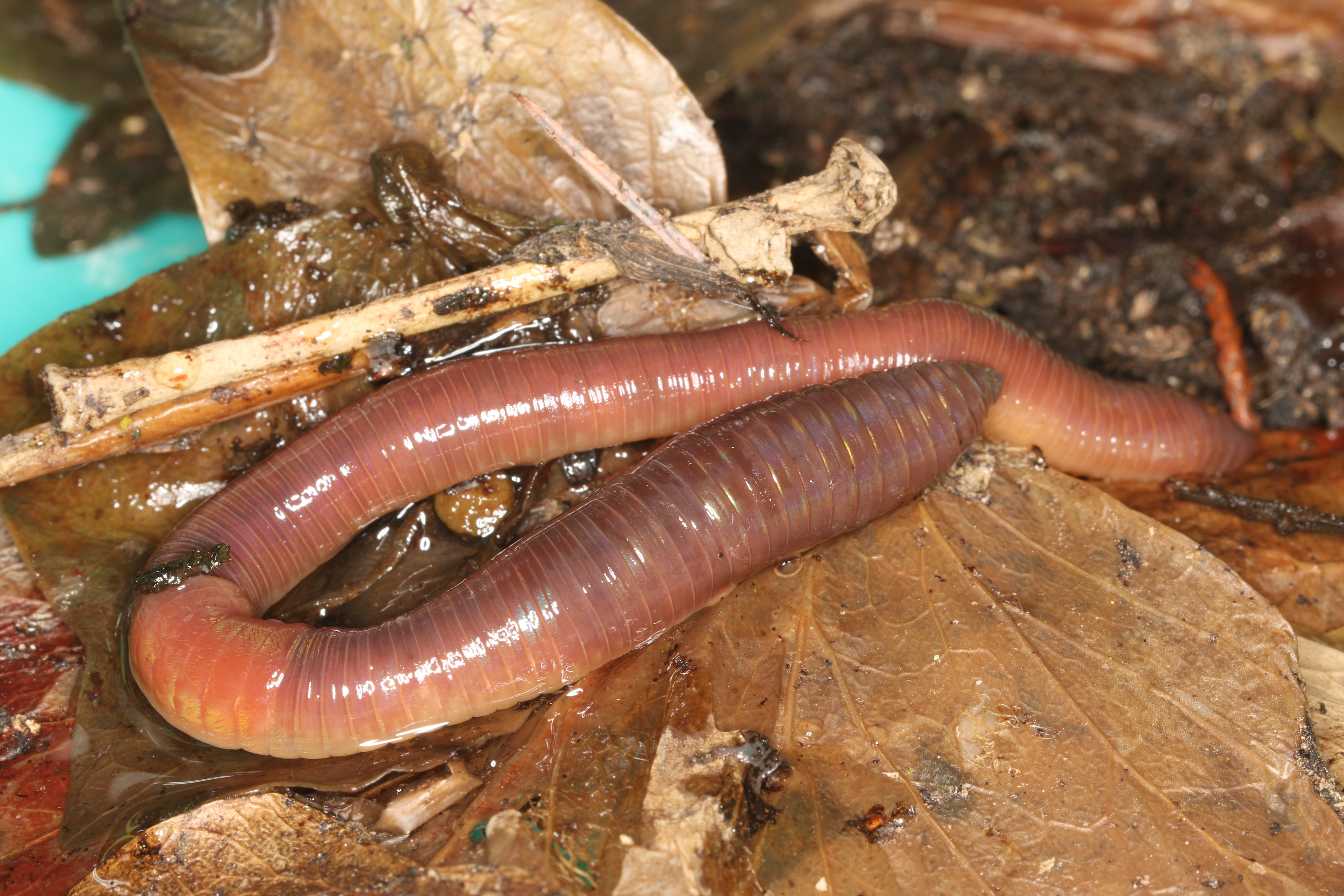
Lumbricus terrestris, un oligochète haplotaxe
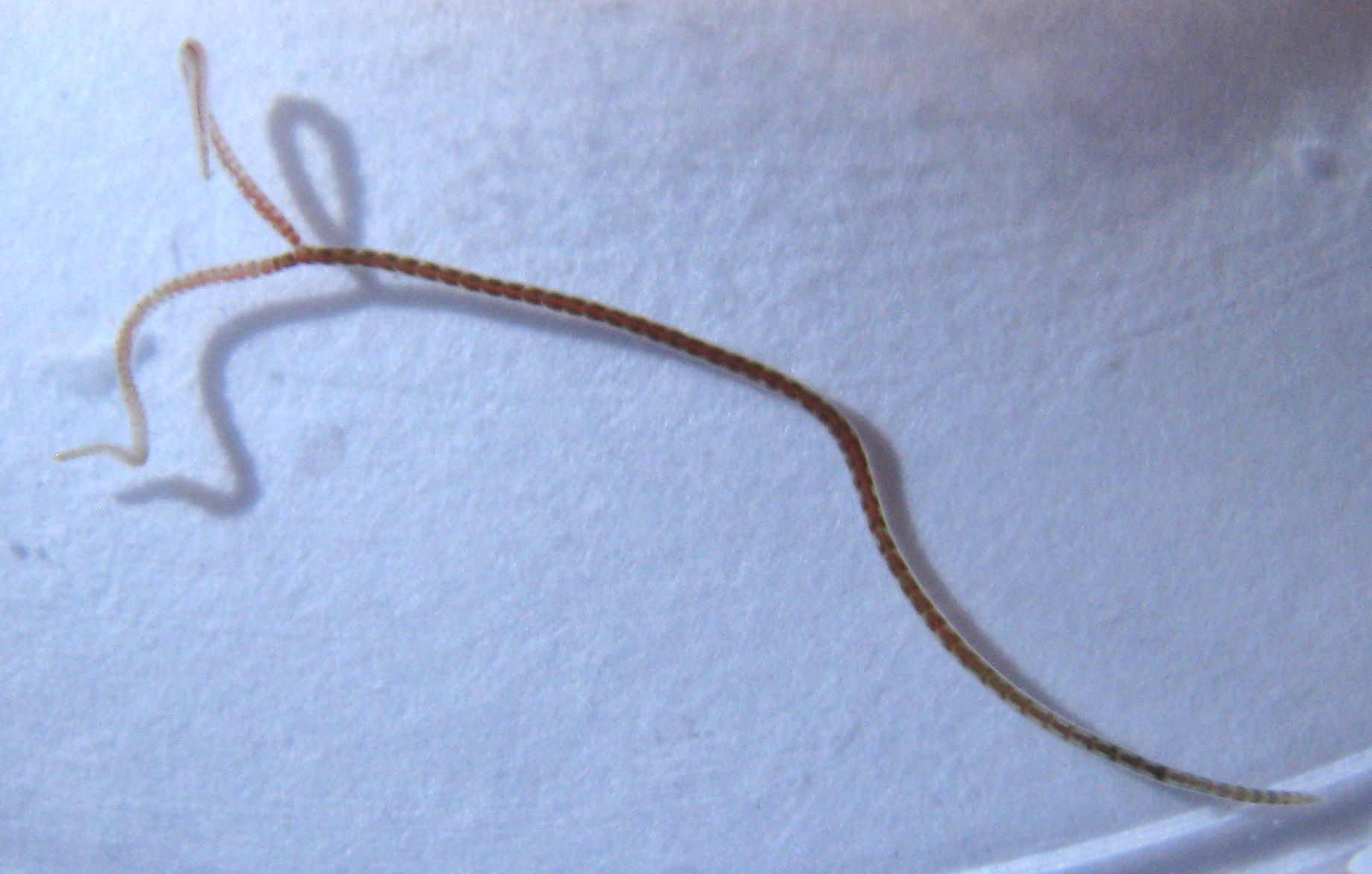
Lumbriculus variegatus, un oligochète lumbriculidé
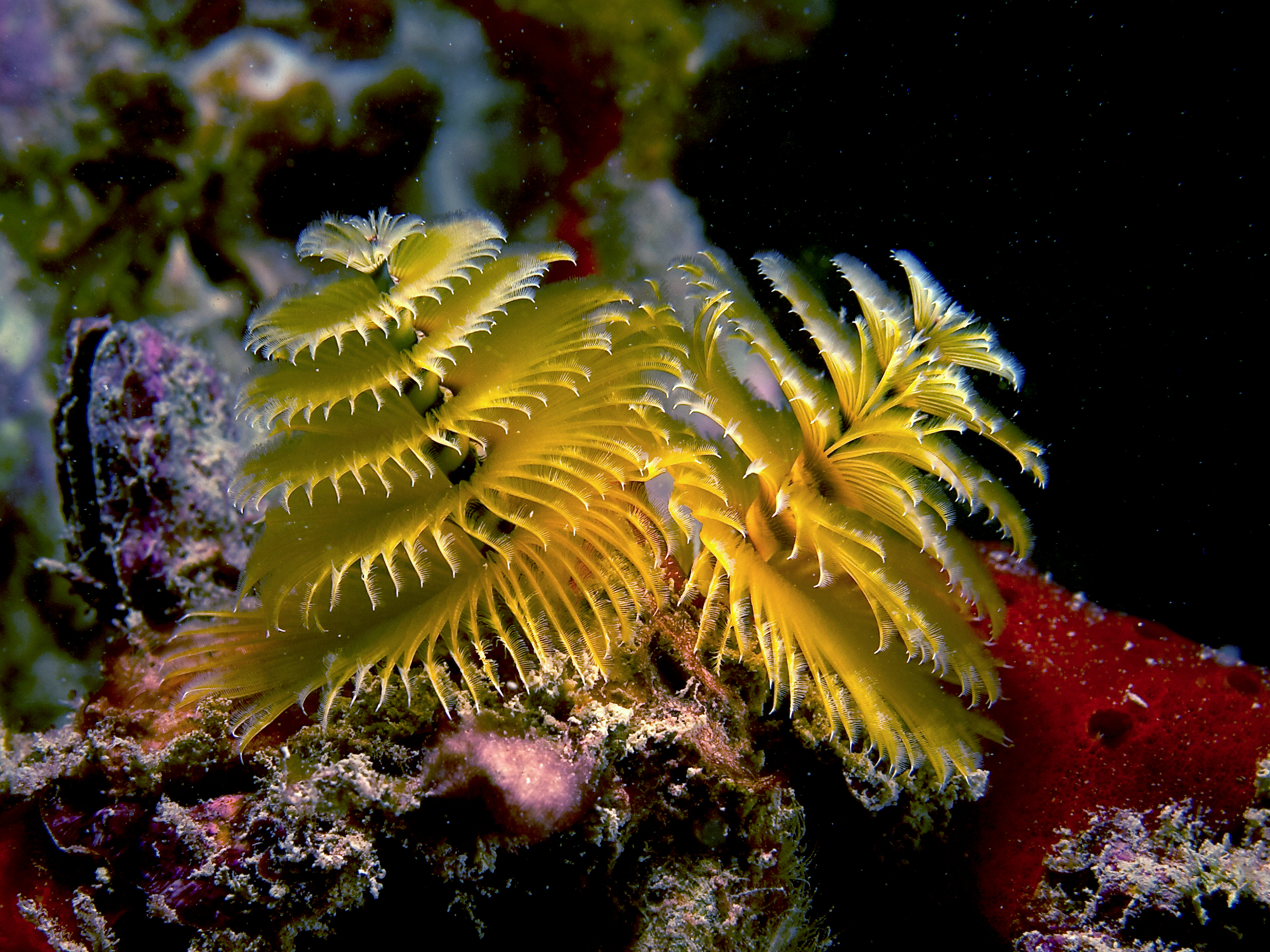
Spirobranchus giganteus, un polychète marin sédentaire (sabellidien) (seuls les organes filtreurs sont visibles)
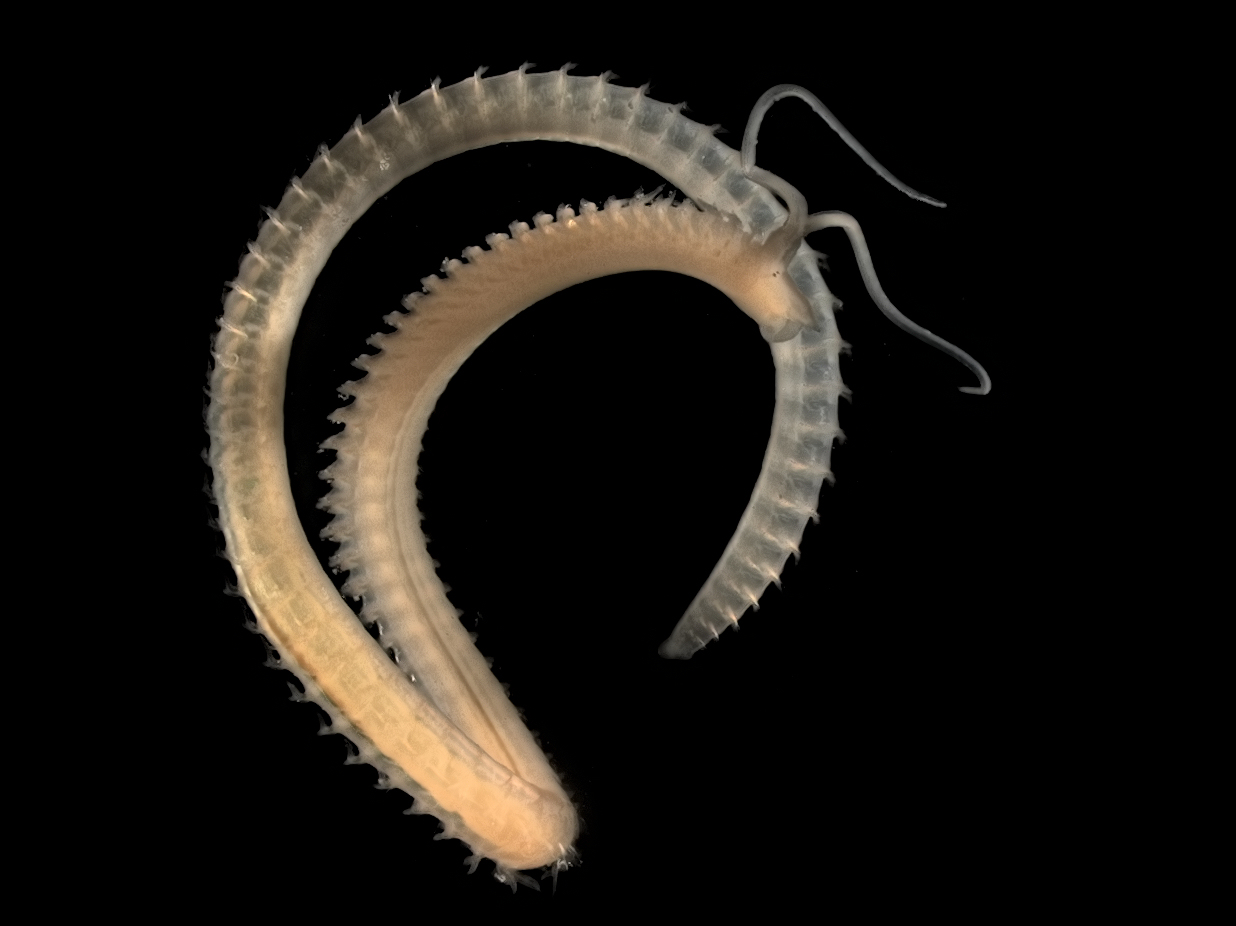
Scolelepis squamata, un polychète sédentaire spionien
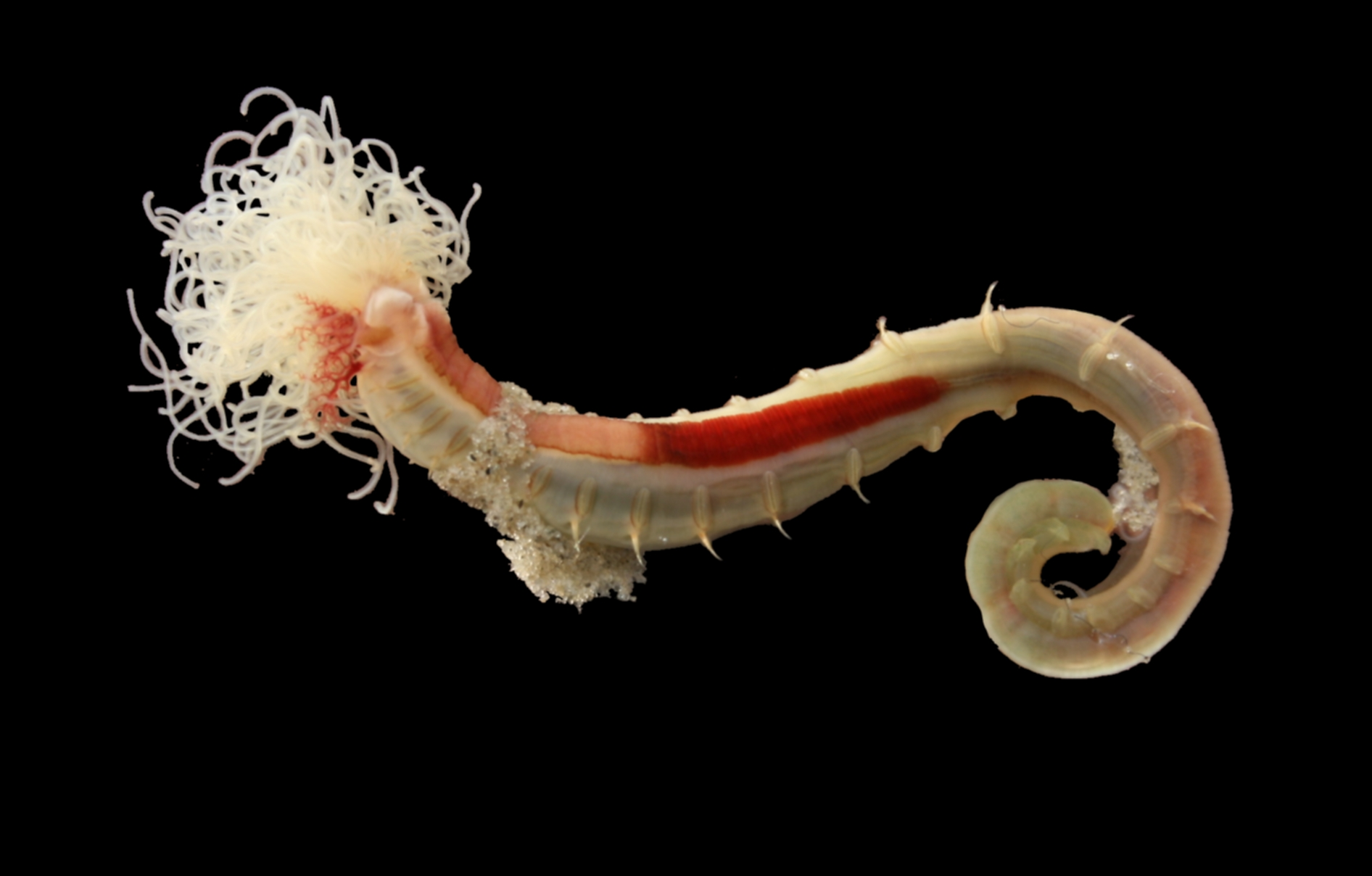
Lanice conchilega, un polychète sédentaire térebellide
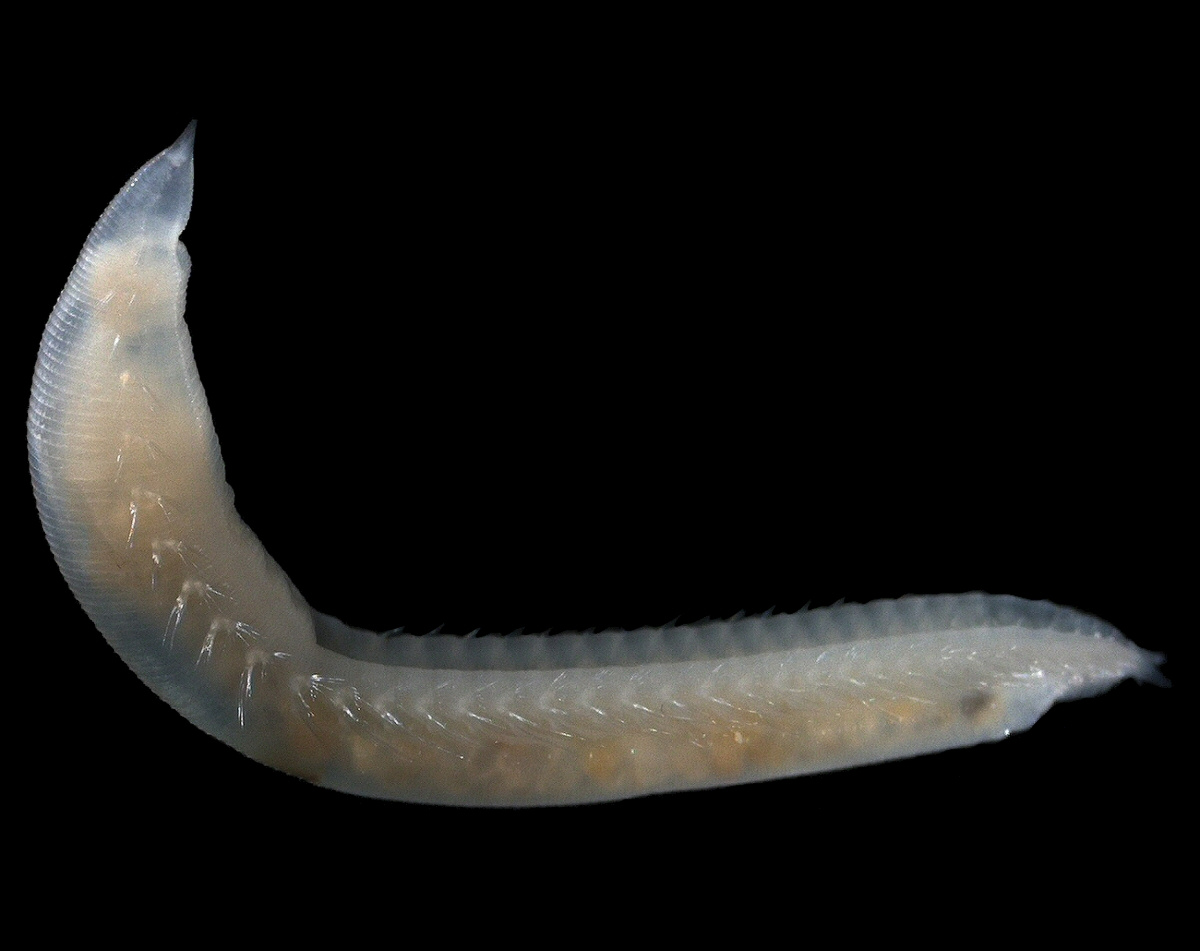
Ophelia limacina, un polychète sédentaire scolecide
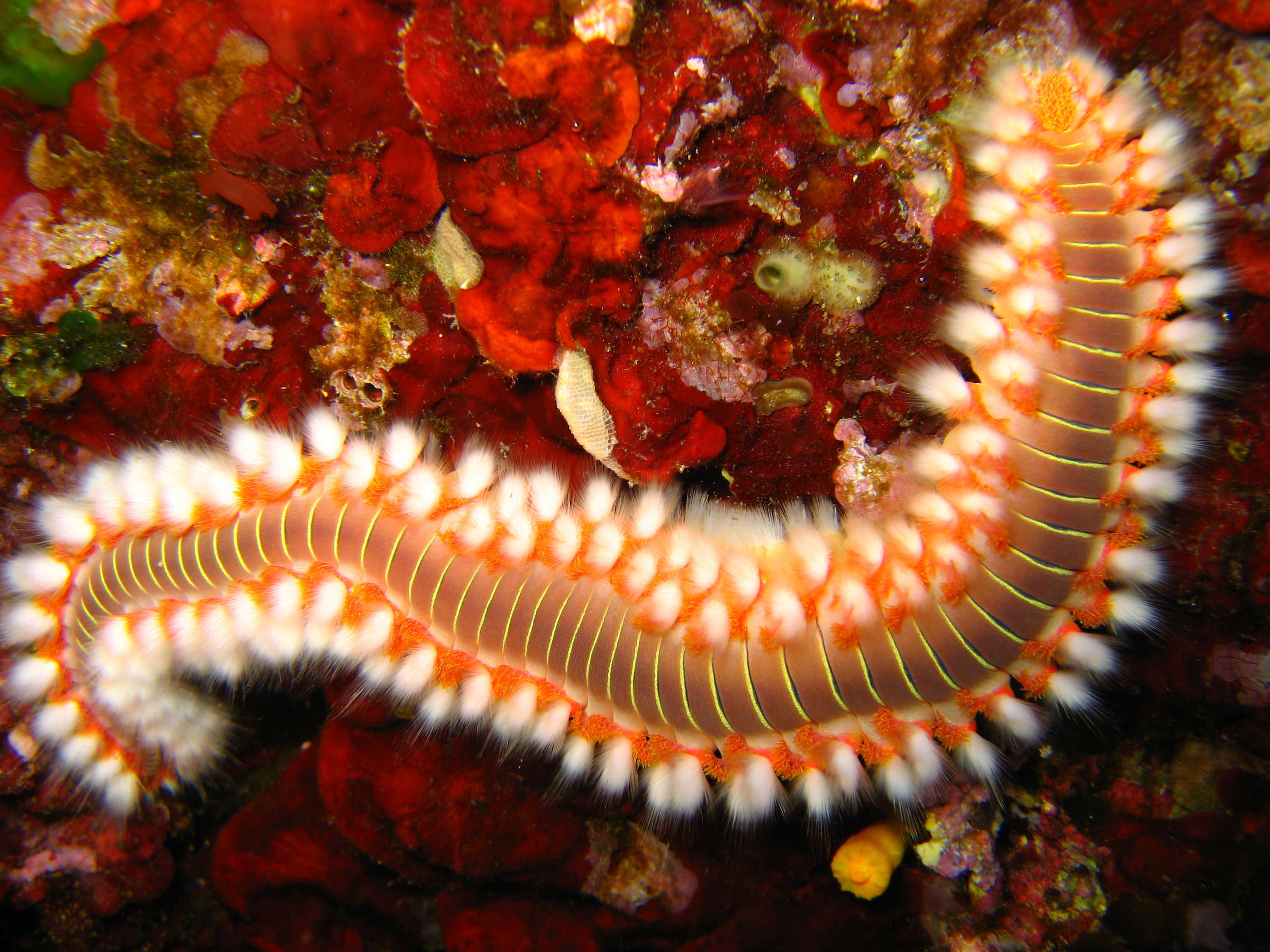
Hermodice carunculata, un polychète errant amphinomide (ou ver de feu)
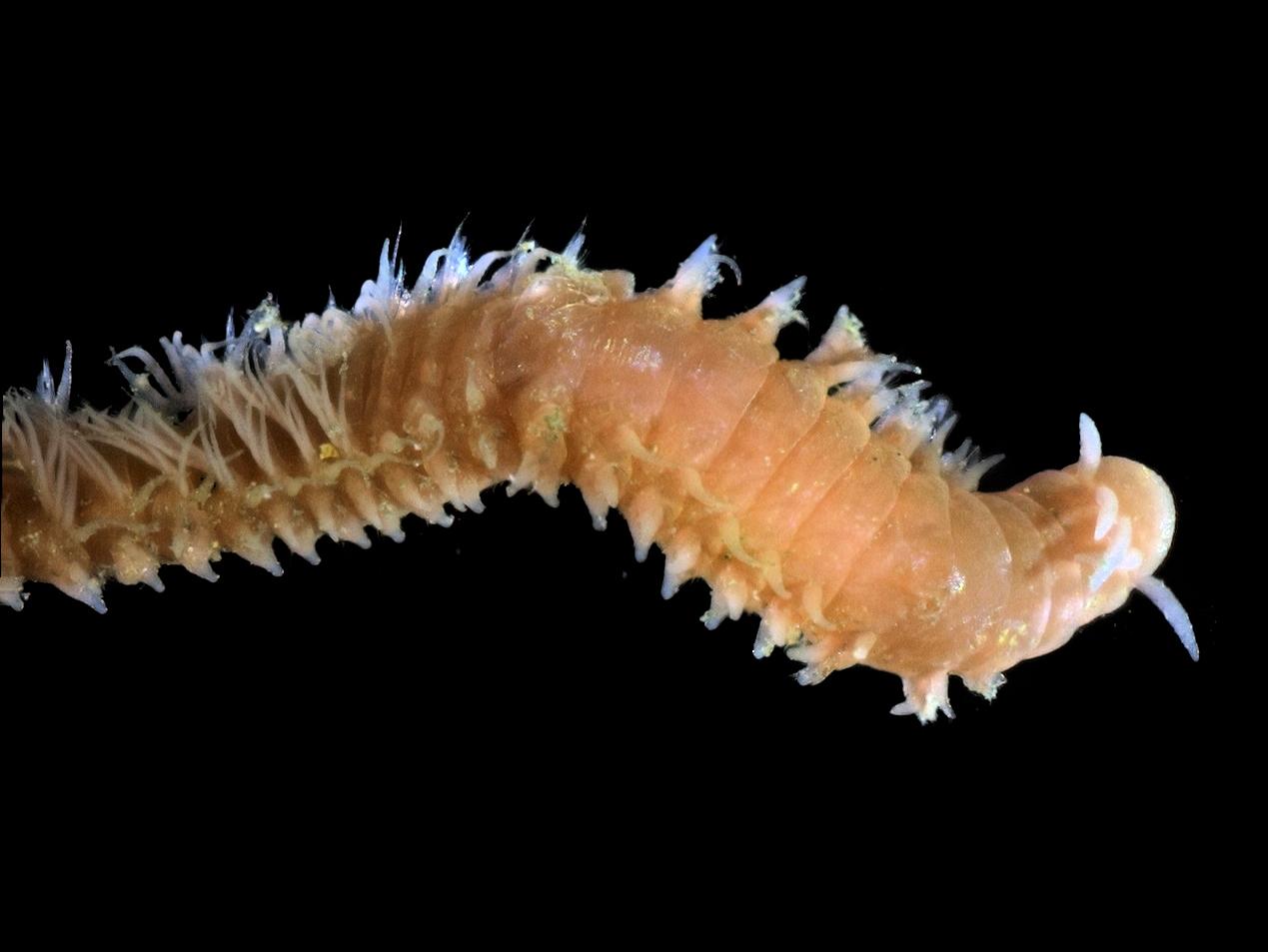
Marphysa sanguinea, un polychète errant eunicidien
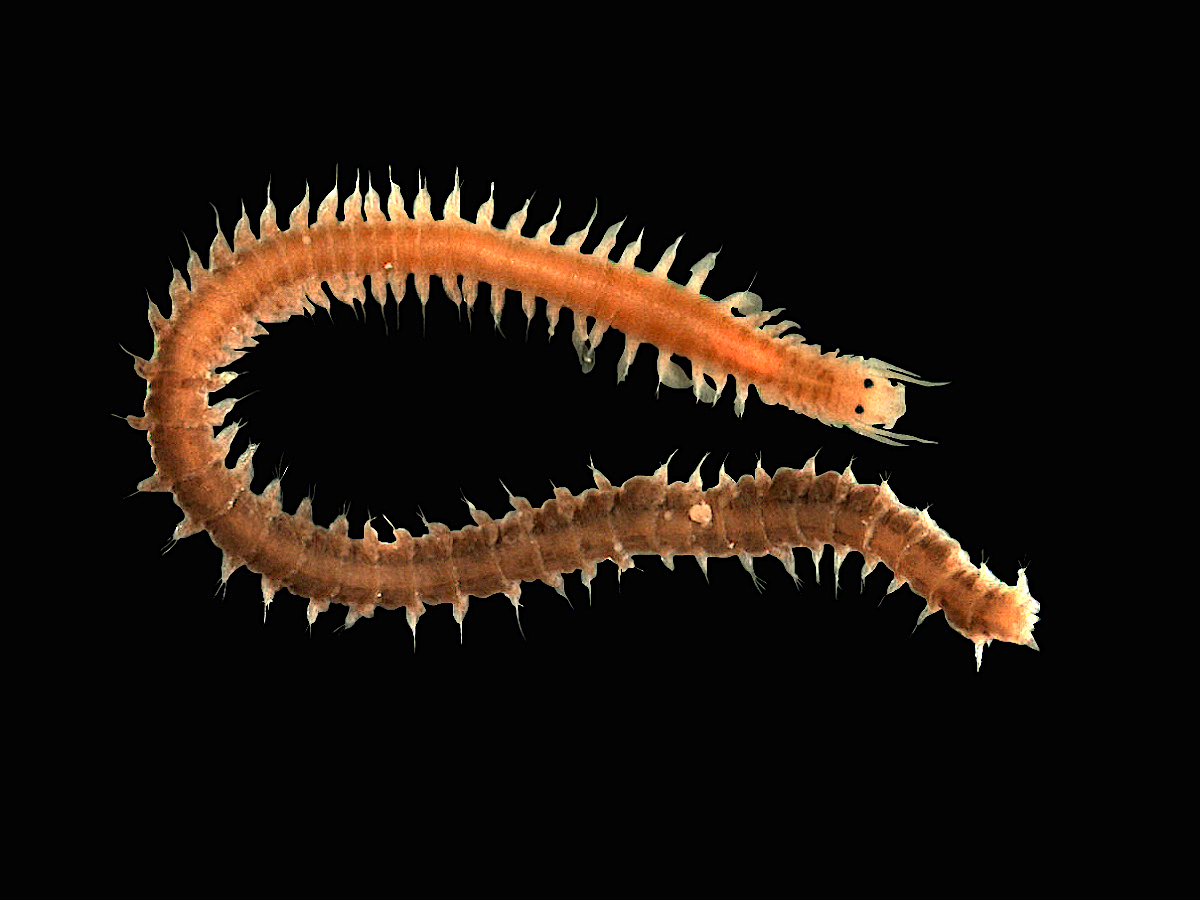
Phyllodoce rosea, un polychète errant phyllodocidien
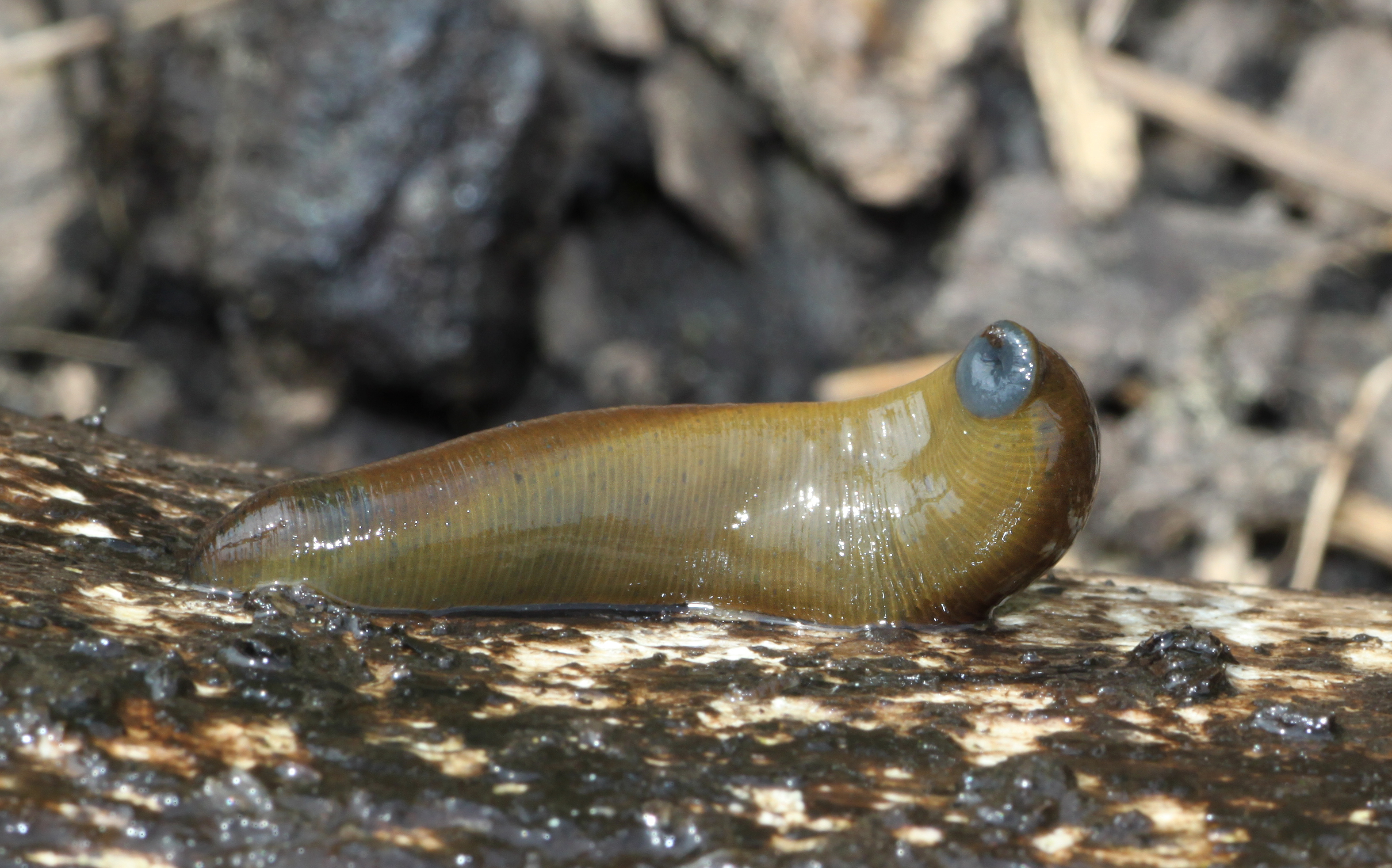
Une sangsue (Haemopis sanguisuga), de l'ordre des Arhynchobdellida
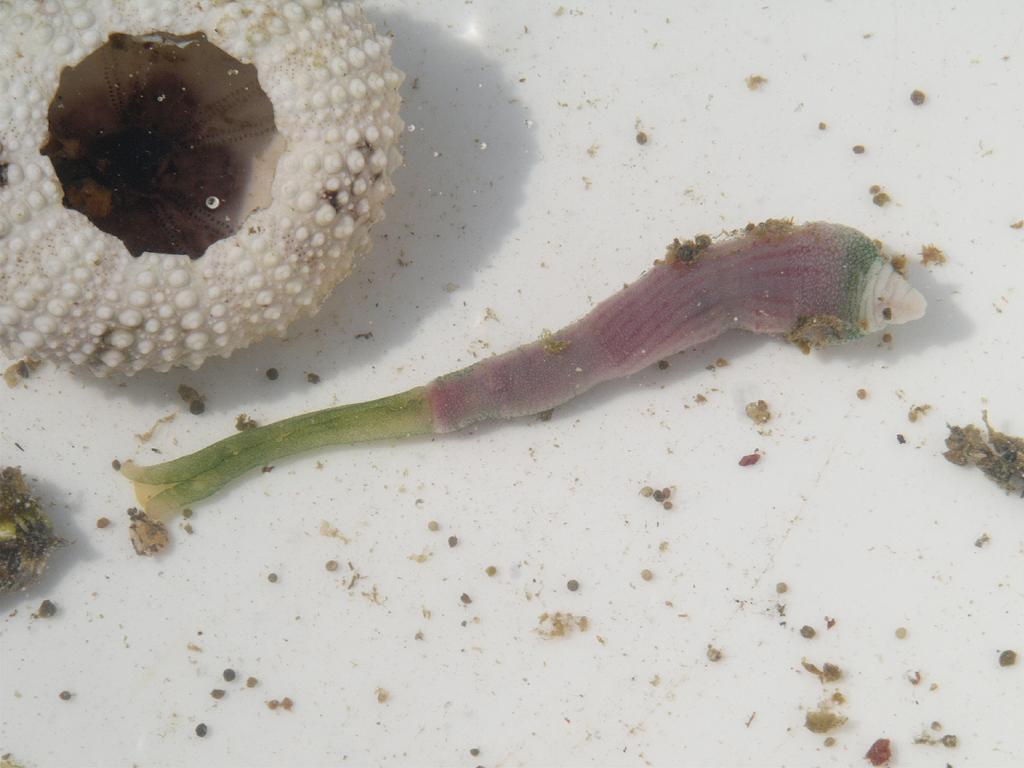
Ochetostoma erythrogrammon, un ver échiurien
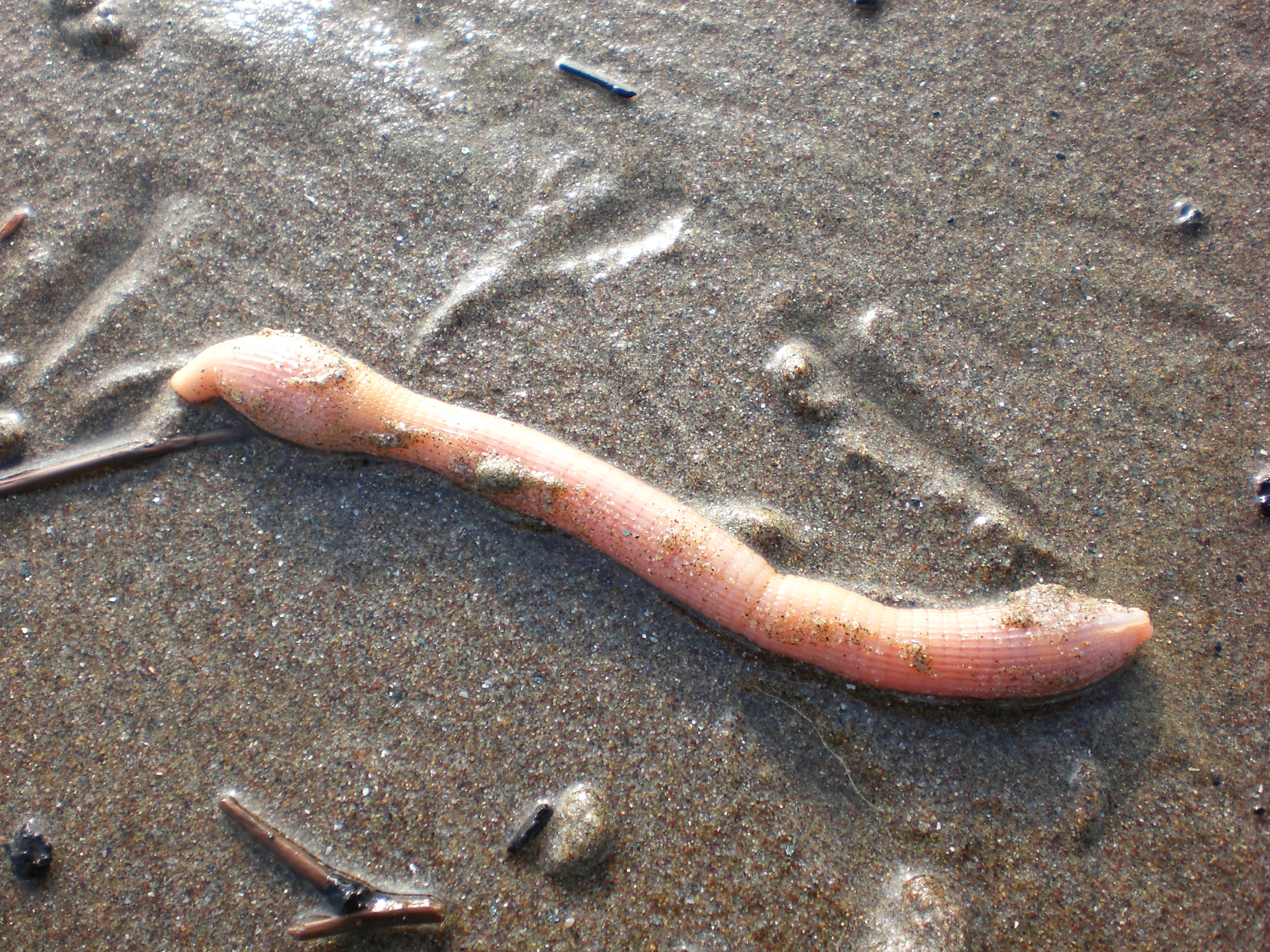
Sipunculus nudus, un siponcle.

### Vers ronds

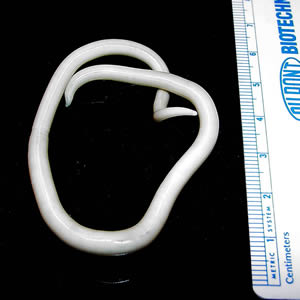
Ascaris.

Les vers ronds regroupent plusieurs variétés relativement simples de vers non segmentés, dont plusieurs espèces sont nuisibles pour les cultures et d'autres des parasites pour l’homme et le bétail.
Plus de la moitié de ces vers sont libres et vivent dans la mer, en eaux douces ou dans le sol. Ils peuvent être carnivores, détritivores ou consommer des végétaux. Les autres formes sont parasites et particulièrement bien protégées contre les défenses de leur hôte.
L'embranchement compte deux classes : les nématodes, dont le type est l'ascaris, en représentent la quasi-totalité. L'autre petite classe des nématomorphes, sont des parasites d'arthropodes.

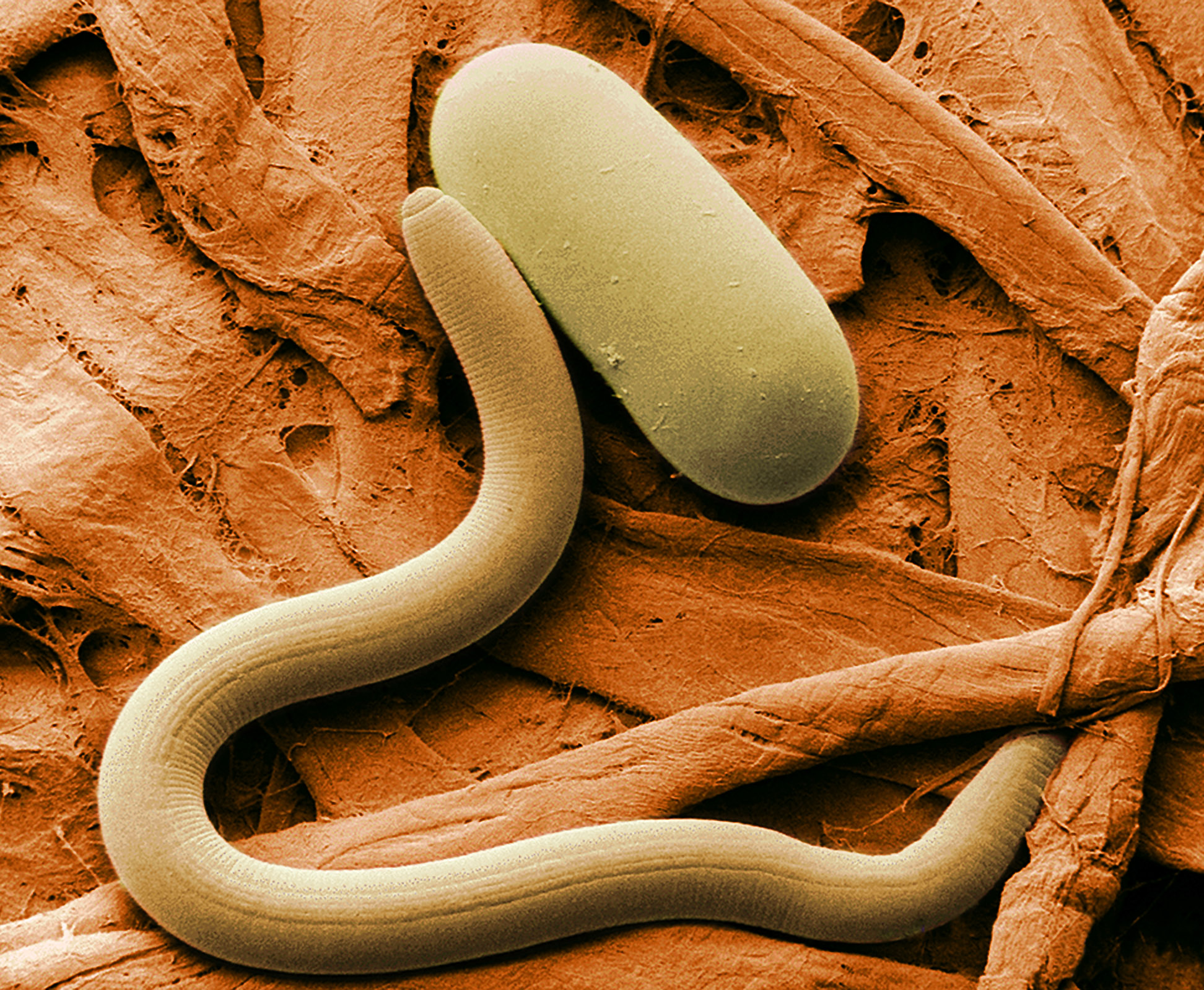
Nématode Heterodera glycines
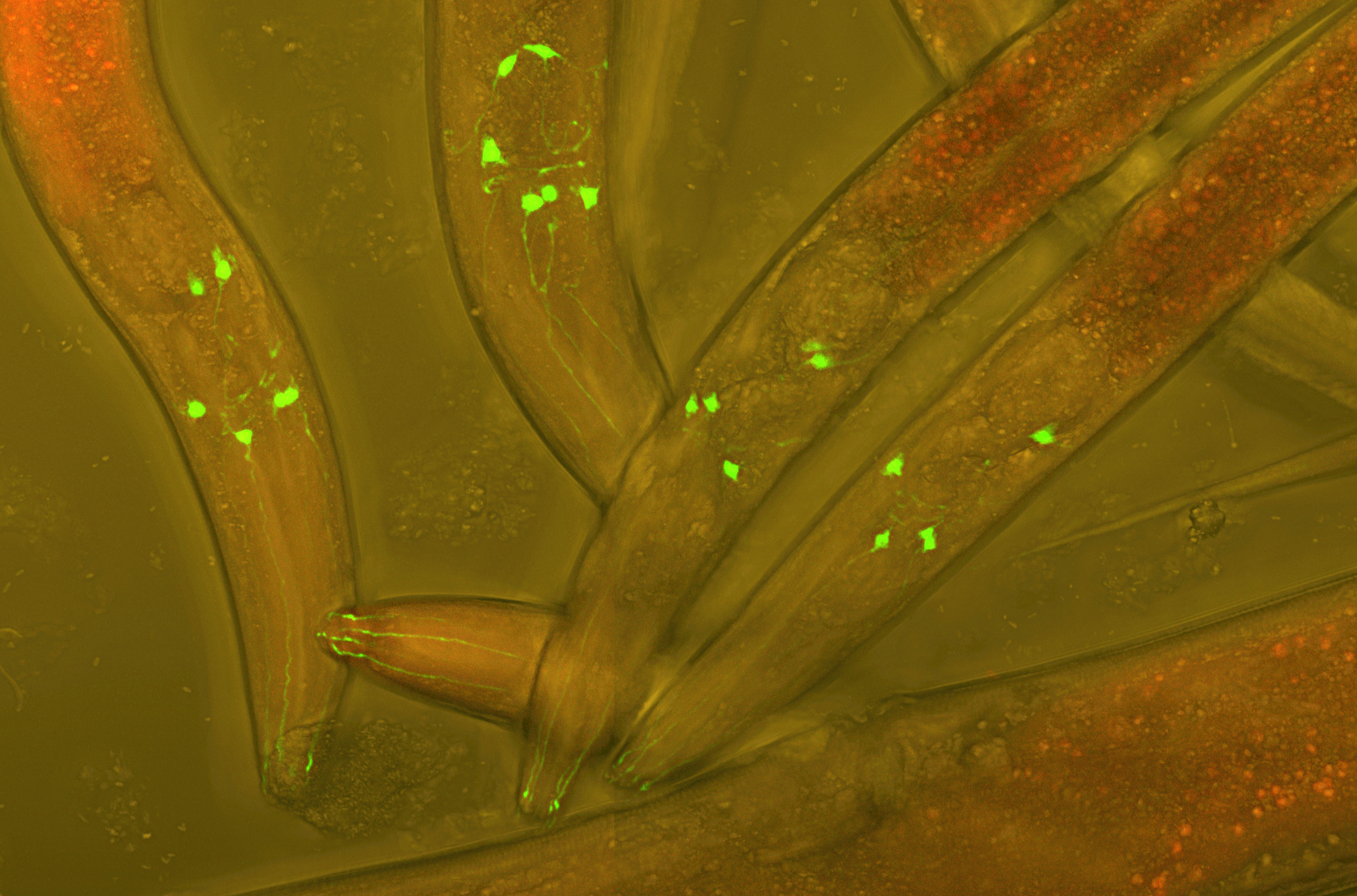
Nématode Caenorhabditis elegans, animal-modèle de laboratoire.
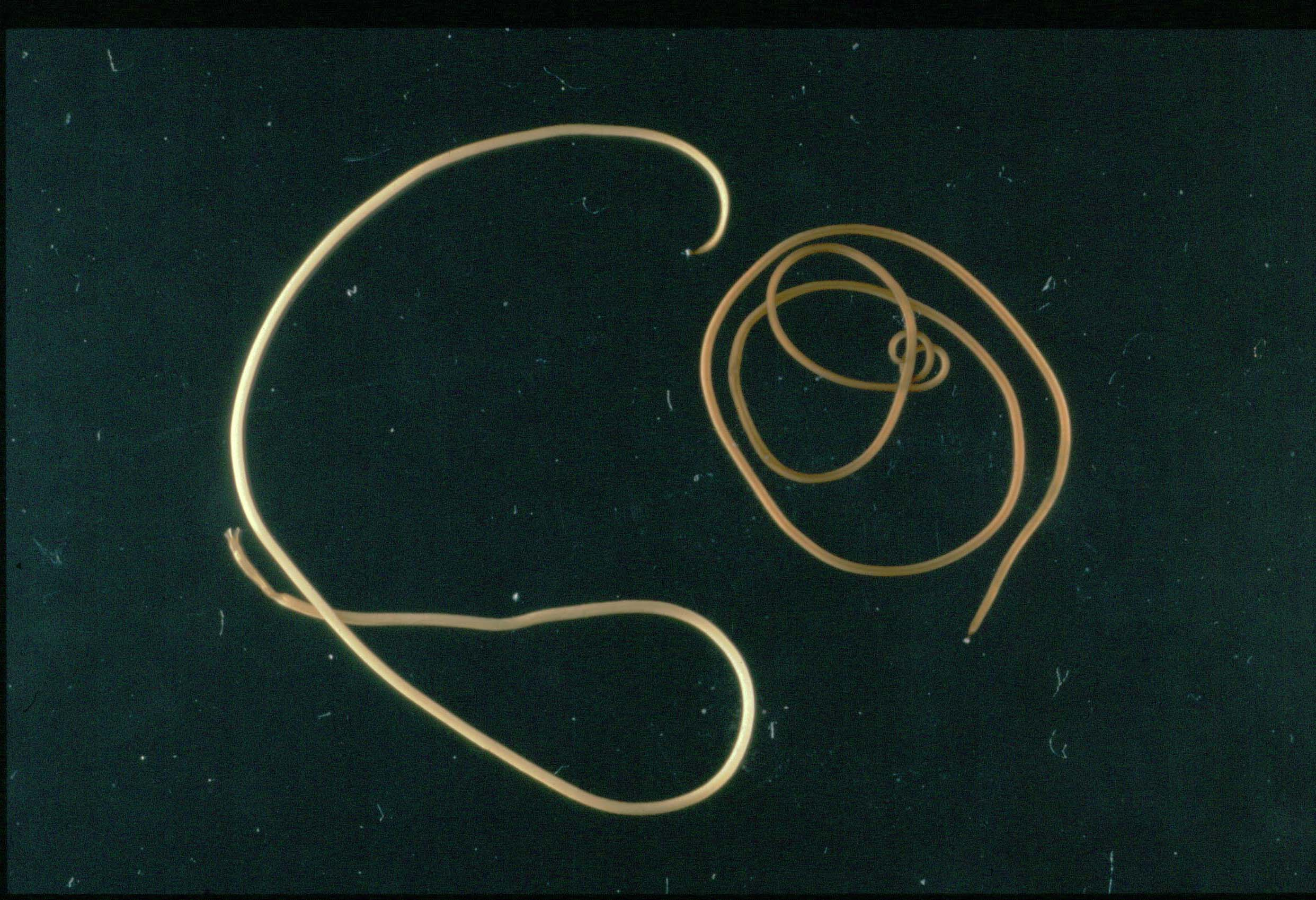
Paragordius tricuspidatus, un Nematomorpha, autre groupe de vers ronds.

### Vers plats

Certains vers plats turbellariés comme ce Pseudoceros liparus peuvent être très colorés.

Les vers plats (aussi appelés plathelminthes ou planaires) comprennent à la fois des espèces parasites (telles que le ténia, dit « ver solitaire » ou la douve du foie), et des espèces libres et mobiles, en particulier dans le groupe des polyclades.
L'embranchement regroupe trois classes : les turbellariés (planaires libres), les trématodes et les cestodes (tous deux parasites).

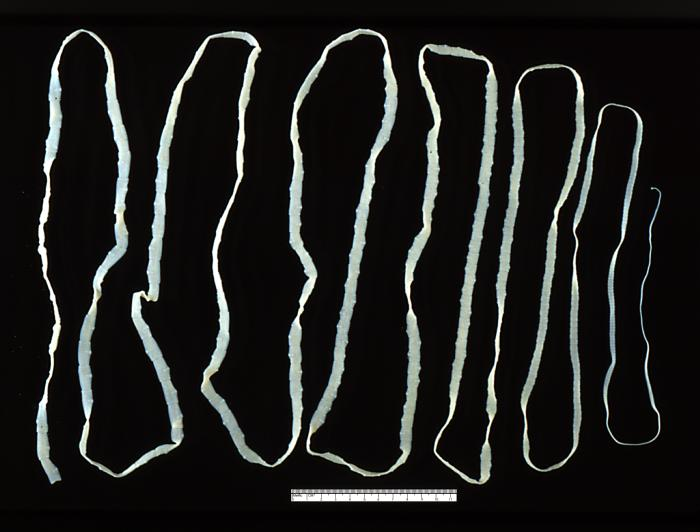
Taenia saginata, un « ver solitaire » parasite du groupe des cestodes.
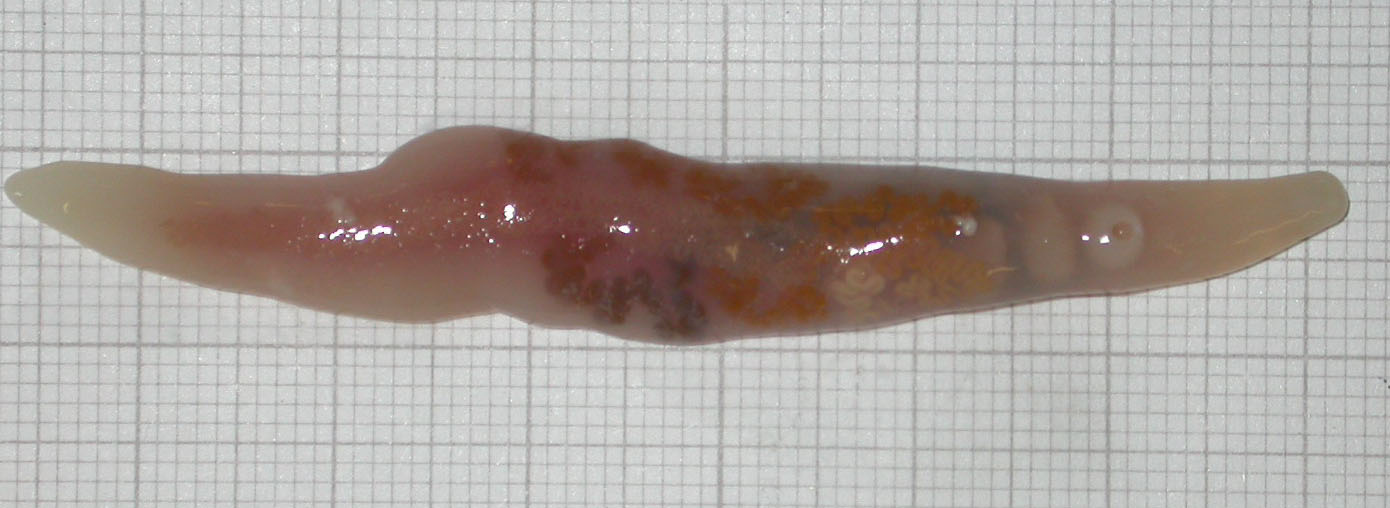
Botulus microporus, un ver plat parasite du groupe des trématodes.
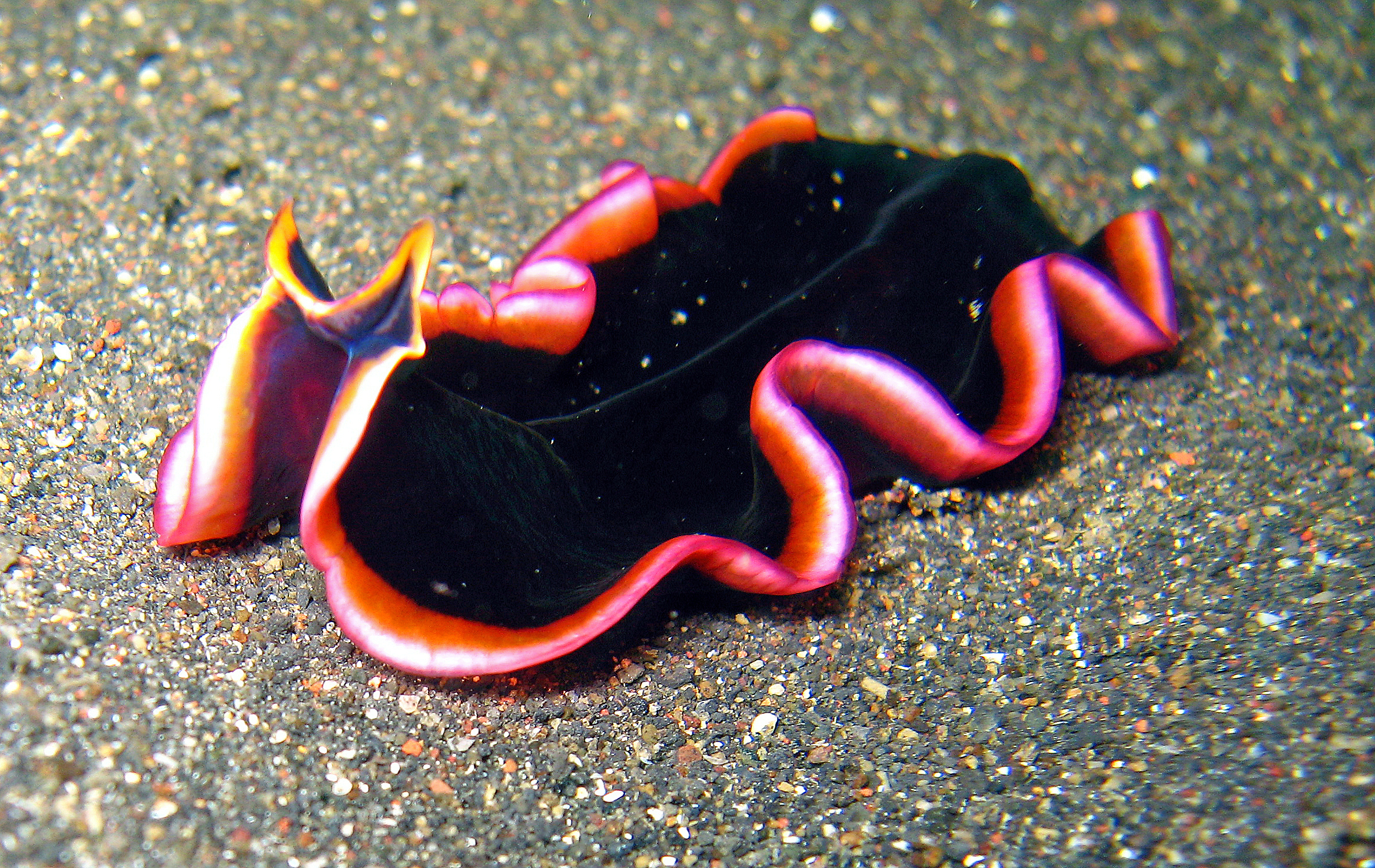
Pseudobiceros hancockanus, un ver plat turbellarié marin (polyclades).
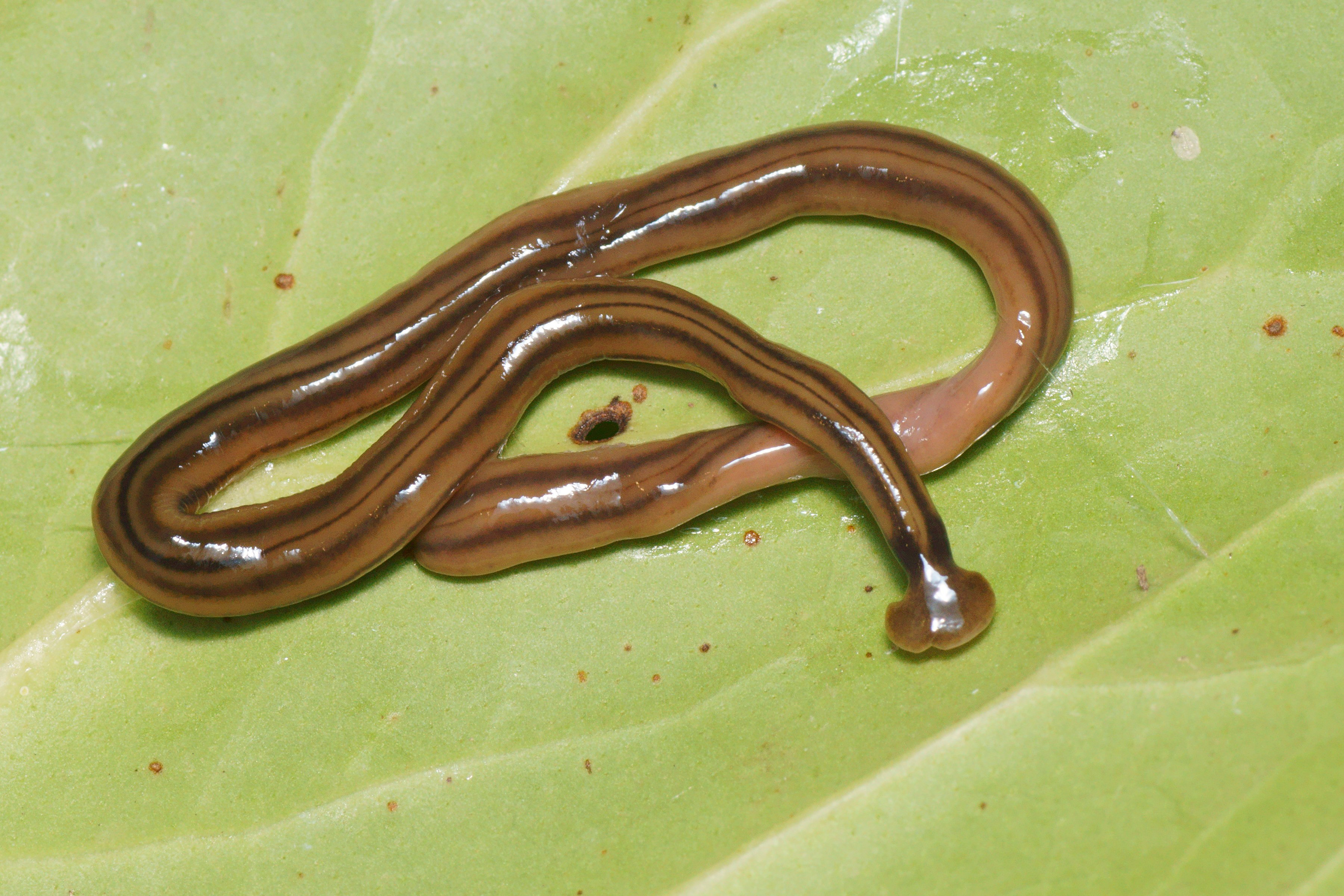
Bipalium kewense, un ver plat turbellarié terrestre (triclades).

### Les vers rubans

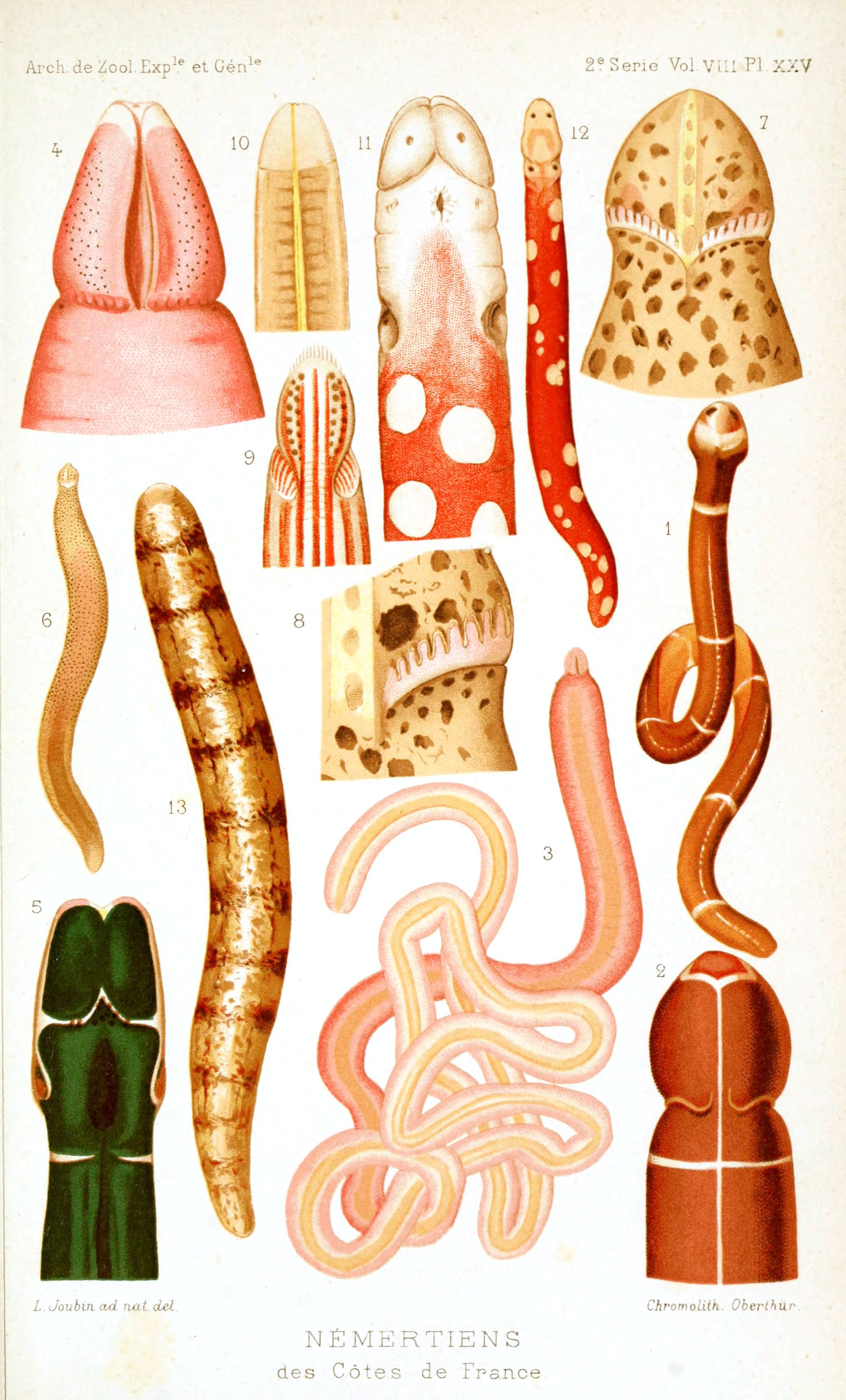
Détail de divers némertes.

Les vers némertes, aussi appelés « vers rubans », forment un embranchement de vers marins prédateurs légèrement aplatis dorsalement et munis d'une trompe rétractile. Leur taille est extrêmement variable, de moins d'un millimètre à plusieurs dizaines de mètres.

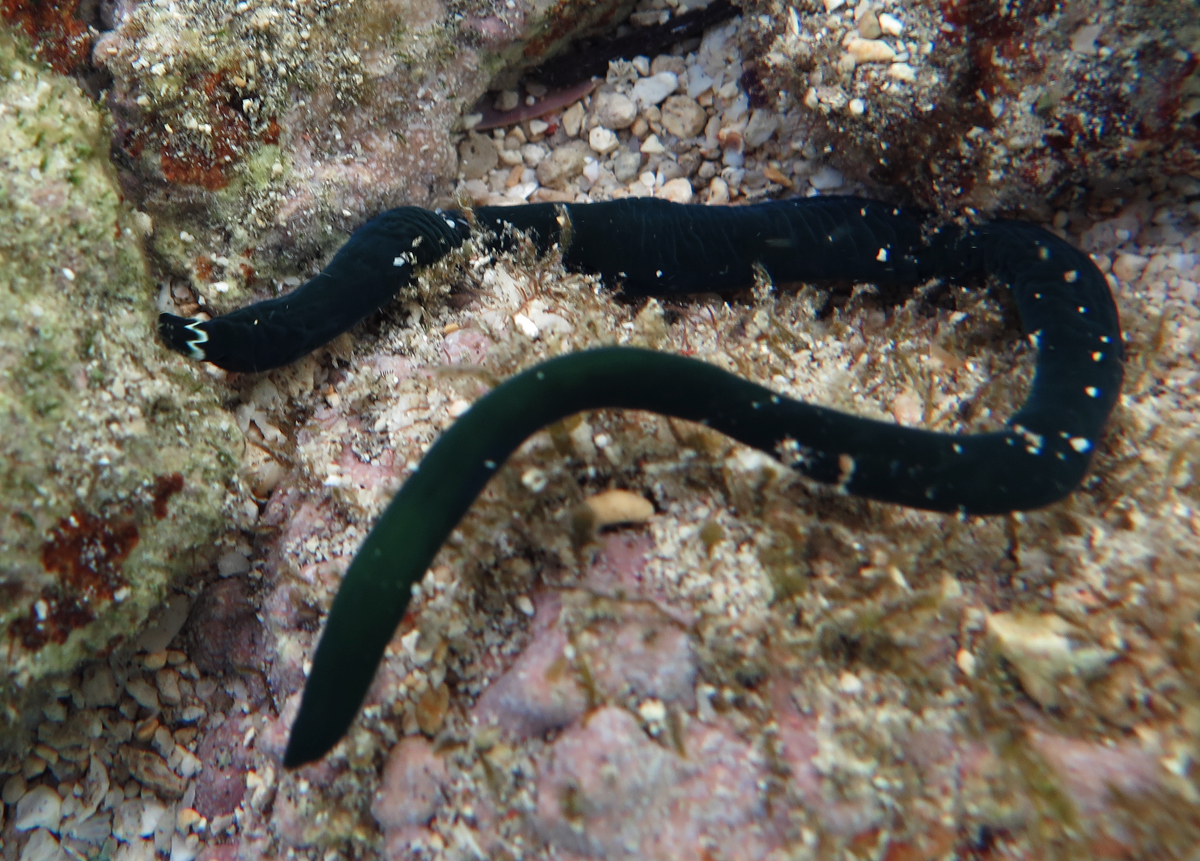
Notospermus tricuspidatus
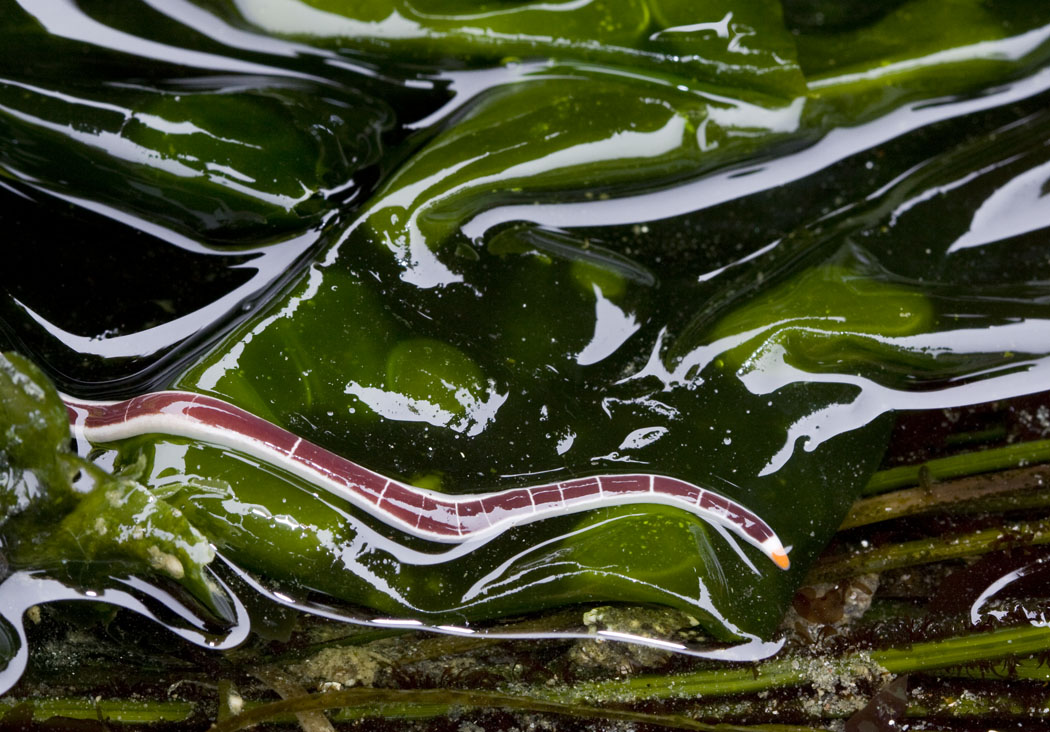
Micrura verrilli
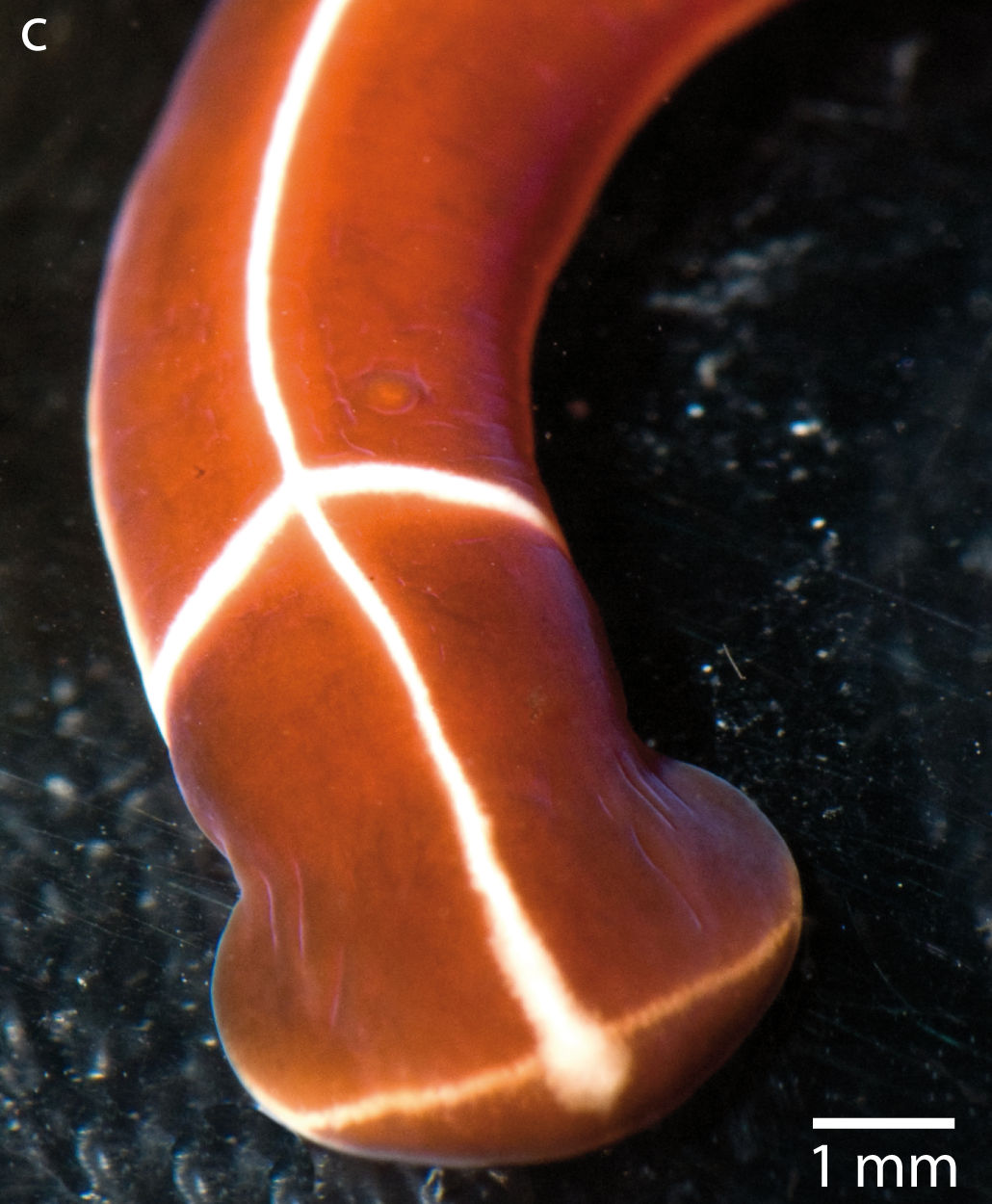
Tubulanus superbus

### Autres types de vers marins: Priapulidiens, Hémichordés, Phoronidiens

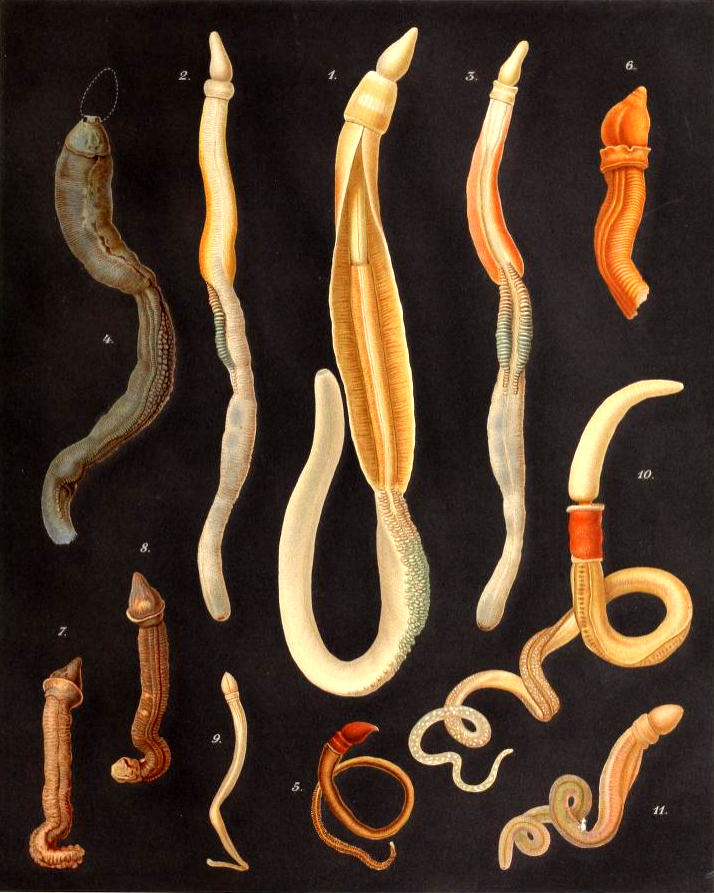
Planche de vers hémichordés entéropneustes.

Les vers priapulidiens forment un embranchement de vers marins carnivores vivant partiellement enfouis sous le sable. C'est un groupe extrêmement ancien et aujourd'hui relativement rare et peu diversifié, arborant plus ou moins la forme d'un pénis humain, d'où son nom, priapulus, « petit pénis », avec un arrière effilé et à l'avant une bouche d'où peut sortir une trompe épineuse extensible, servant à capter de la nourriture.
Les vers hémichordés regroupent les gros entéropneustes (Enteropneusta) et les petits ptérobranches (Pterobranchia), groupement d'une vingtaine d'espèces reconnu comme polyphylétique. Cet embranchement exclusivement marin contient aujourd'hui entre 100 et 300 espèces, mais fut beaucoup plus diversifié par le passé.
Les vers phoronidiens sont des animaux vermiformes, vivant dans un tube cylindrique chitineux dans lequel ils se déplacent librement. Leur corps est divisé en trois parties (protosome, mésosome et métasome), et prolongé par des organes filtreurs.

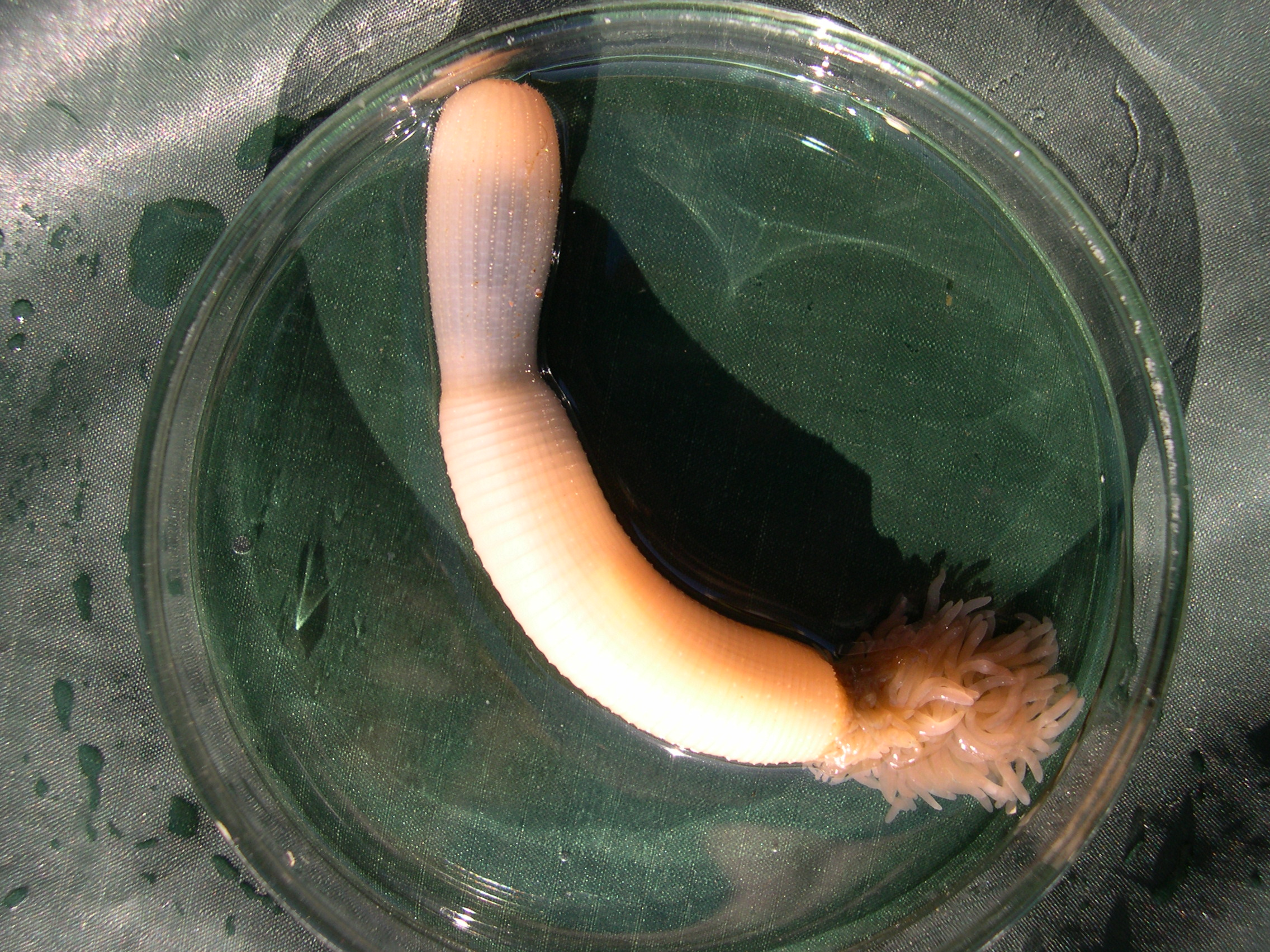
Priapulus caudatus, un ver priapulidien.
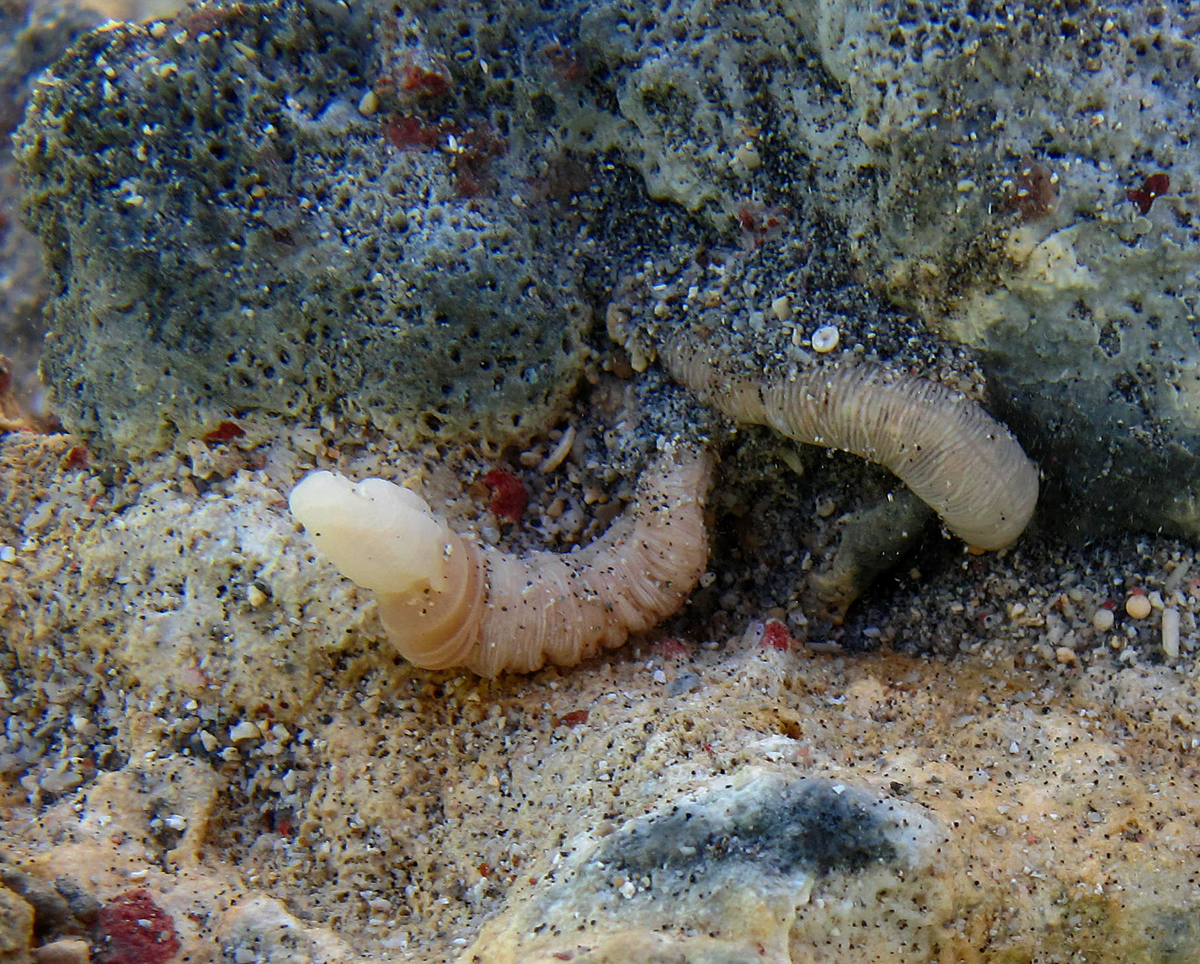
Un ver hémichordé entéropneuste.
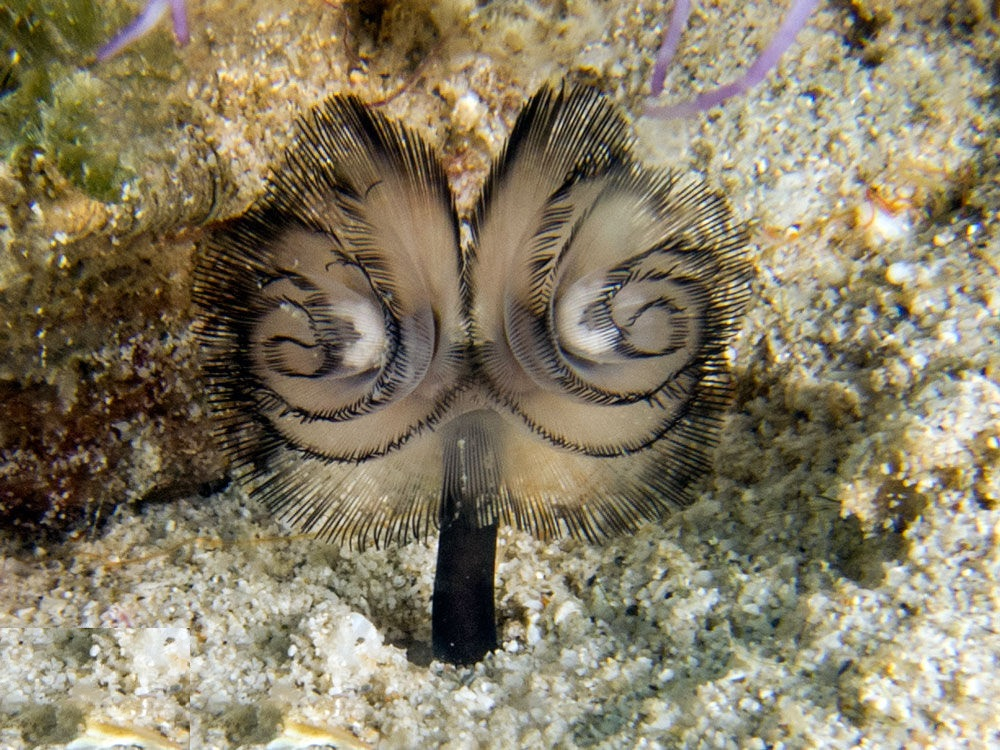
Phoronis australis, un ver phoronidien.

### Acanthocéphales

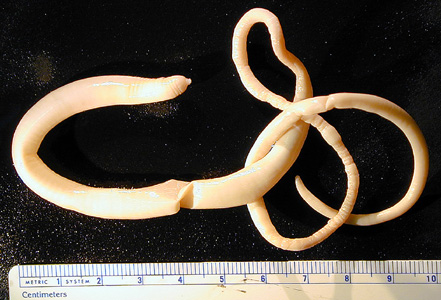
Macracanthorhynchus hirudinaceus, un ver acanthocéphale.

Les vers acanthocéphales (vers à tête épineuse) sont de petits animaux vermiformes (en fait des rotifères très dérivés), parasites de vertébrés au stade adulte, dont la taille varie entre 1 mm et 70 cm. Ils sont caractérisés par un proboscis rétractable portant des épines courbées en arrière qui leur permet de s'accrocher à la paroi intestinale de leurs hôtes.

### Vers de velours

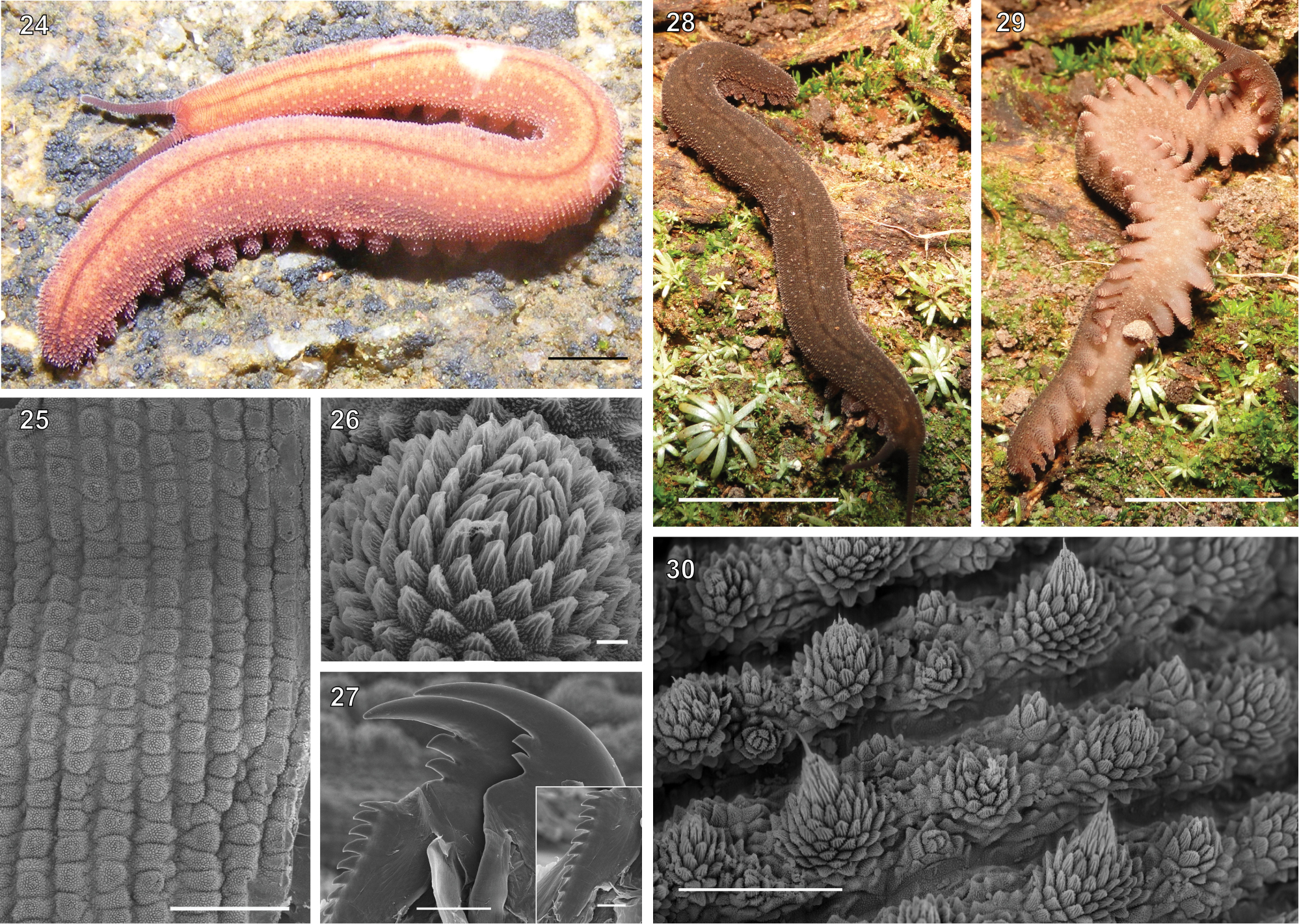
Illustrations scientifiques de Epiperipatus.

Les vers onychophores ou « vers de velours » forment un embranchement de vers terrestres carnivores possédant des simili-pattes appelées « lobopodes » et qui les font ressembler à des chenilles. Ils sont génétiquement proches des arthropodes, avec lesquels ils font partie du super-embranchement des Ecdysozoaires.

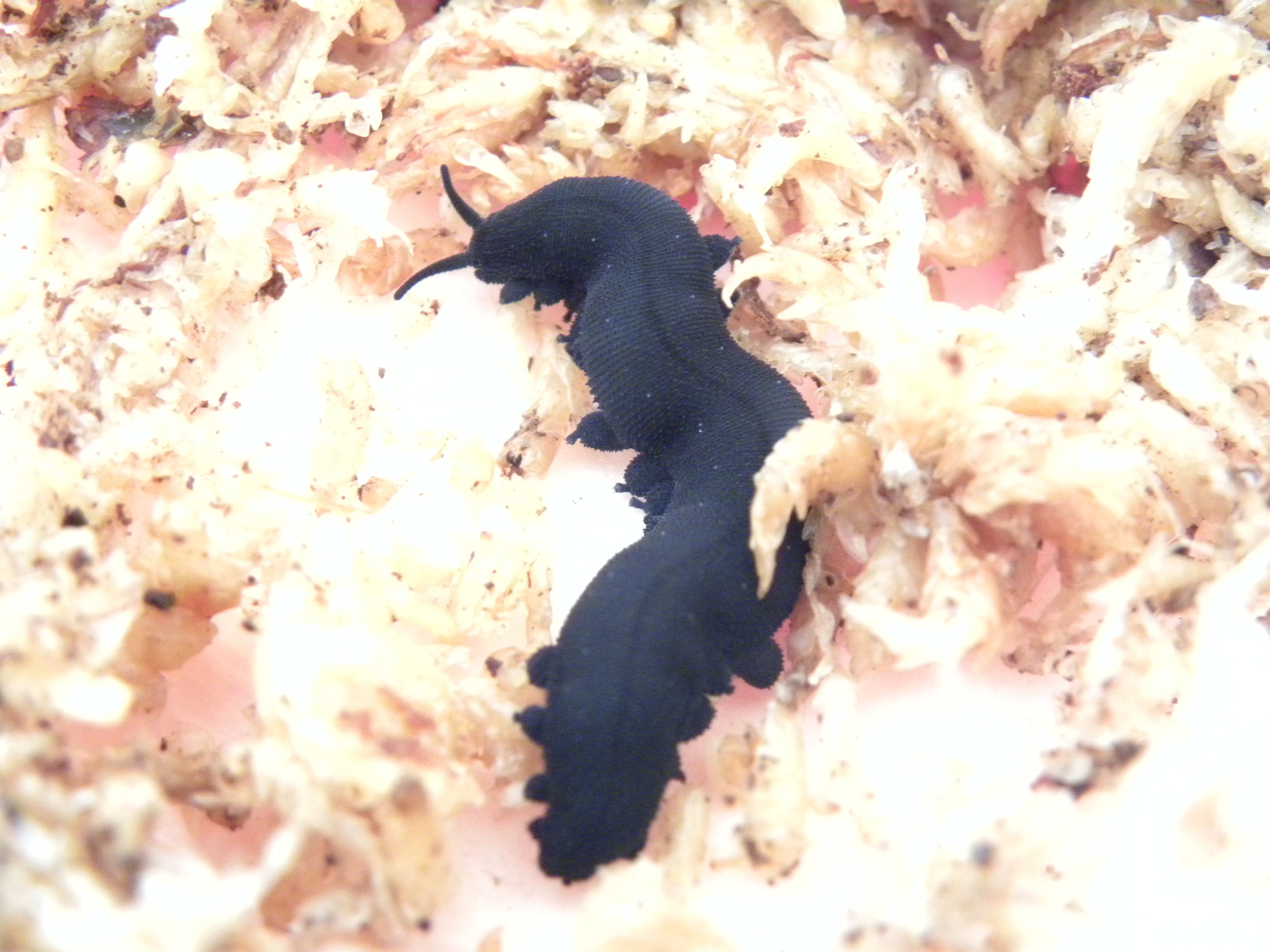
Euperipatoides rowelli
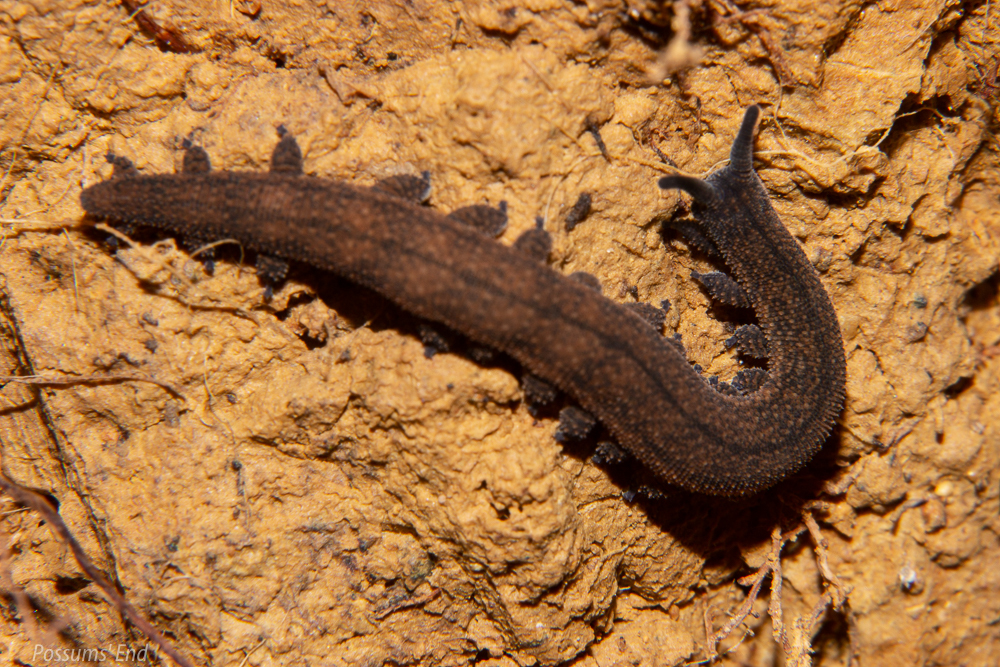
Peripatoides novaezealandiae
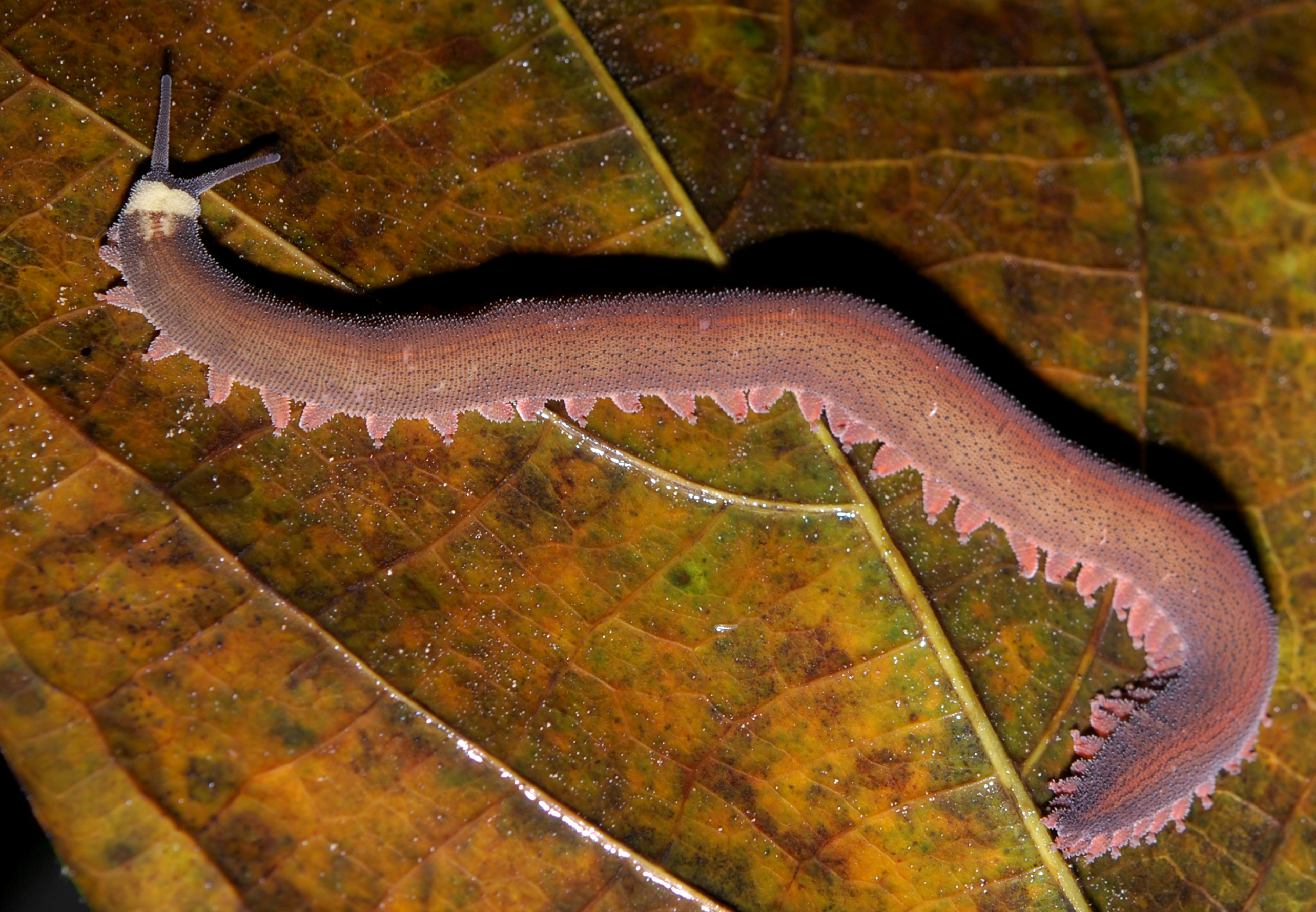
Un onichophore de la famille des Peripatidae

## Autres groupes

### Asticots (larves d'insectes)

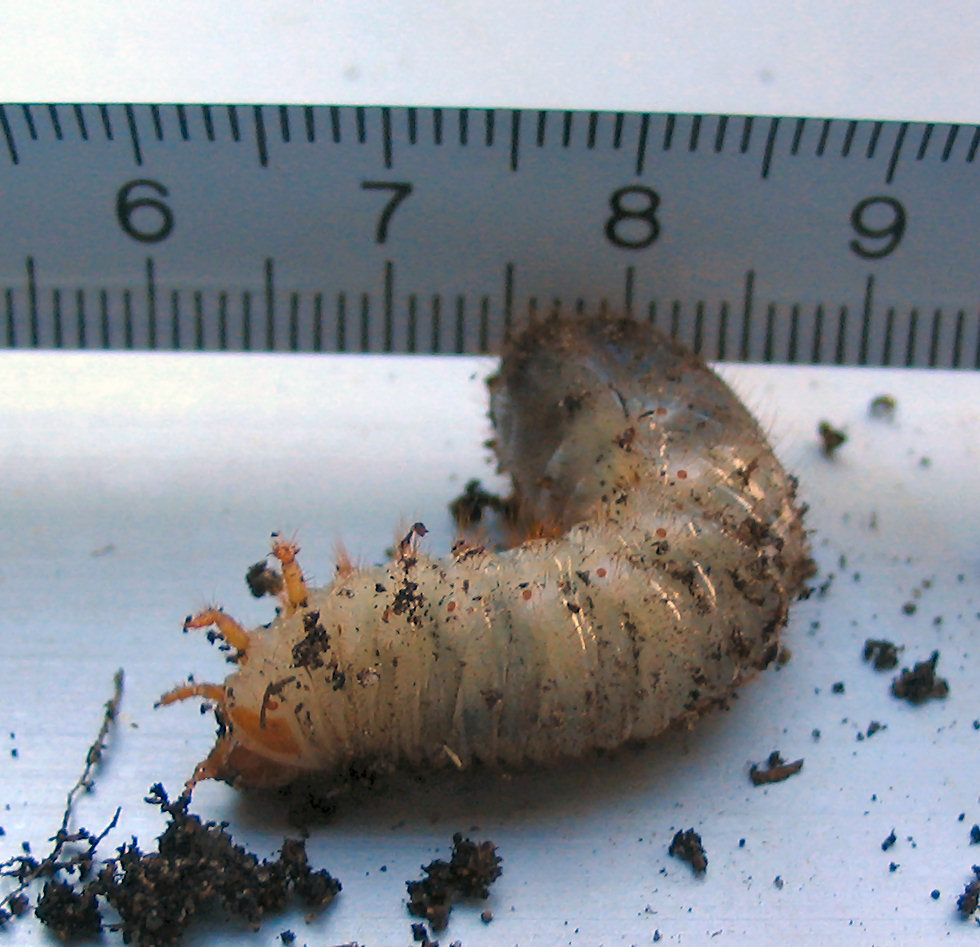
Ver blanc.

Certaines larves d'insectes ont une apparence de ver, comme le ver blanc qui est en fait la larve d'un coléoptère, ou le ver à soie qui n'est autre que la chenille du bombyx du mûrier. Les larves vermiformes des diptères (groupe qui contient notamment les mouches) sont souvent appelées « asticots », ou plus anciennement « vermine ». Ainsi, la plupart des « vers » qu'on peut trouver dans de la matière organique en décomposition récente sont le plus souvent des asticots, pondus par des mouches et autres insectes volants, les véritables vers n'ayant pas les moyens de locomotion suffisants pour atteindre rapidement une telle proie.
Certaines formes adultes aptères (néoténiques) sont aussi appelées vers, telle la femelle du lampyre, que l'on appelle « ver luisant » en raison de sa luminescence dans le noir.

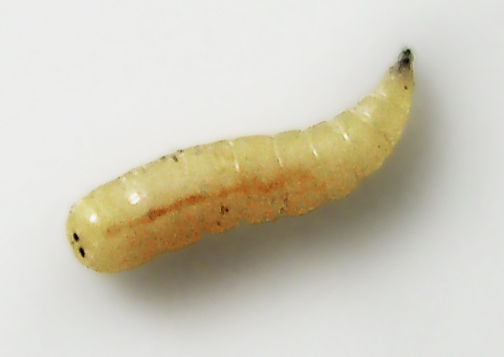
Asticot de mouche domestique.
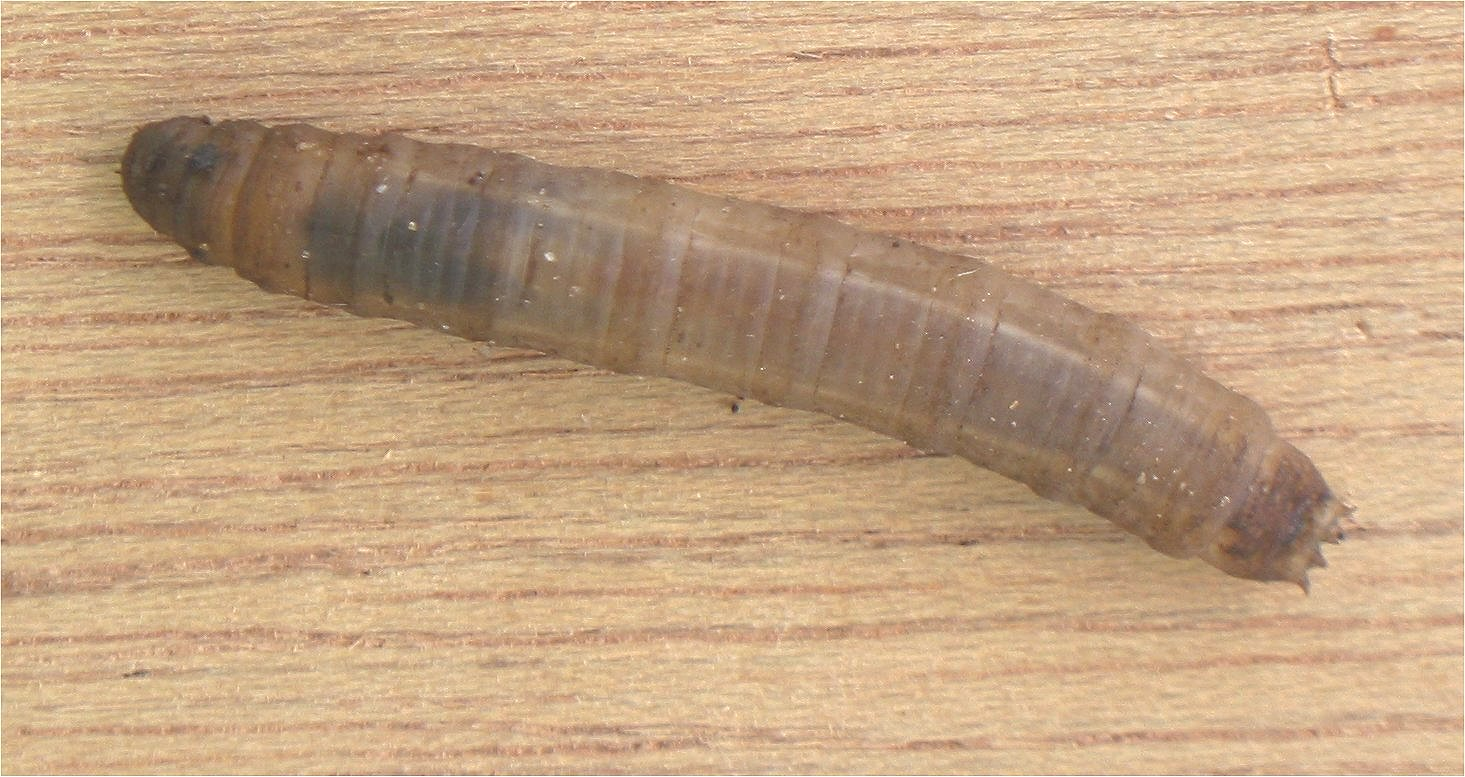
Un asticot de tipule.
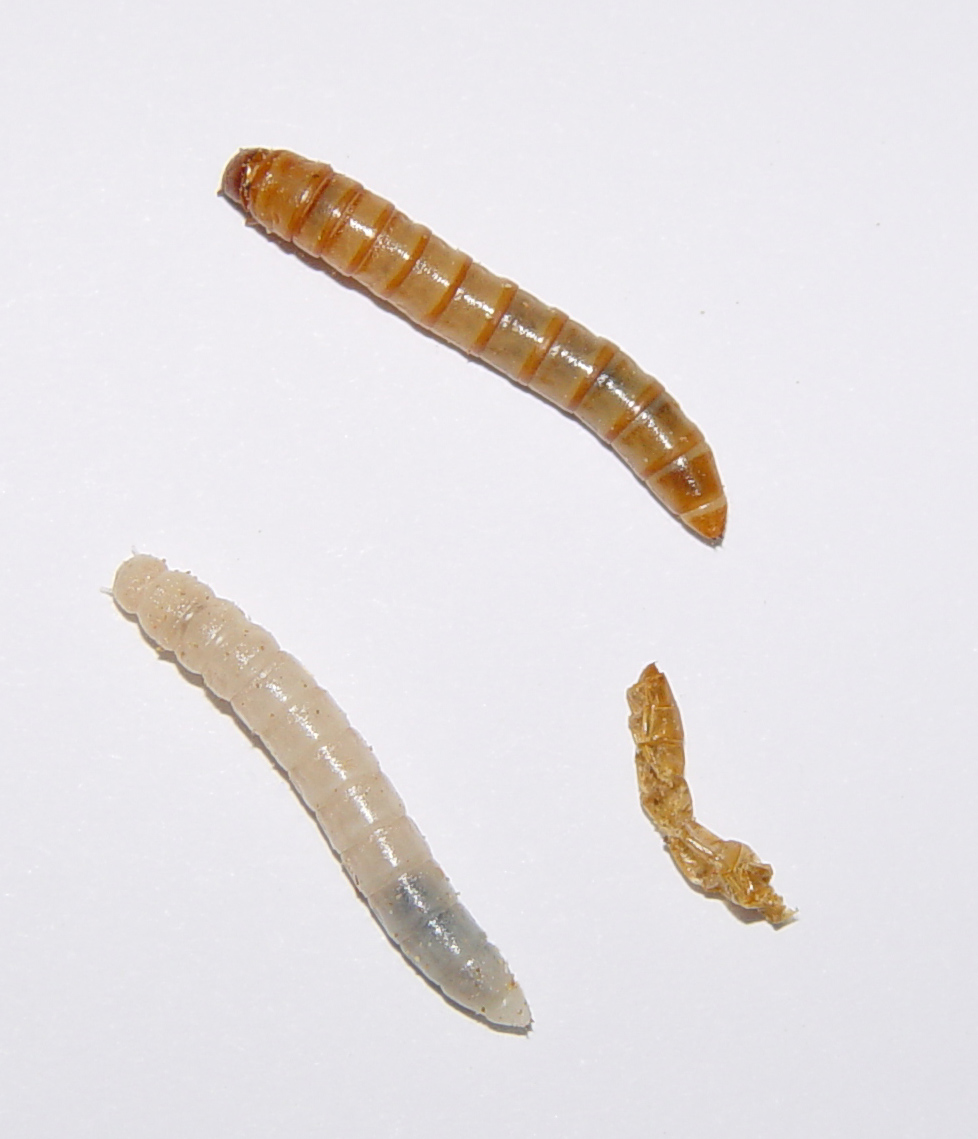
« Vers de farine » (asticots du scarabée Tenebrio molitor)
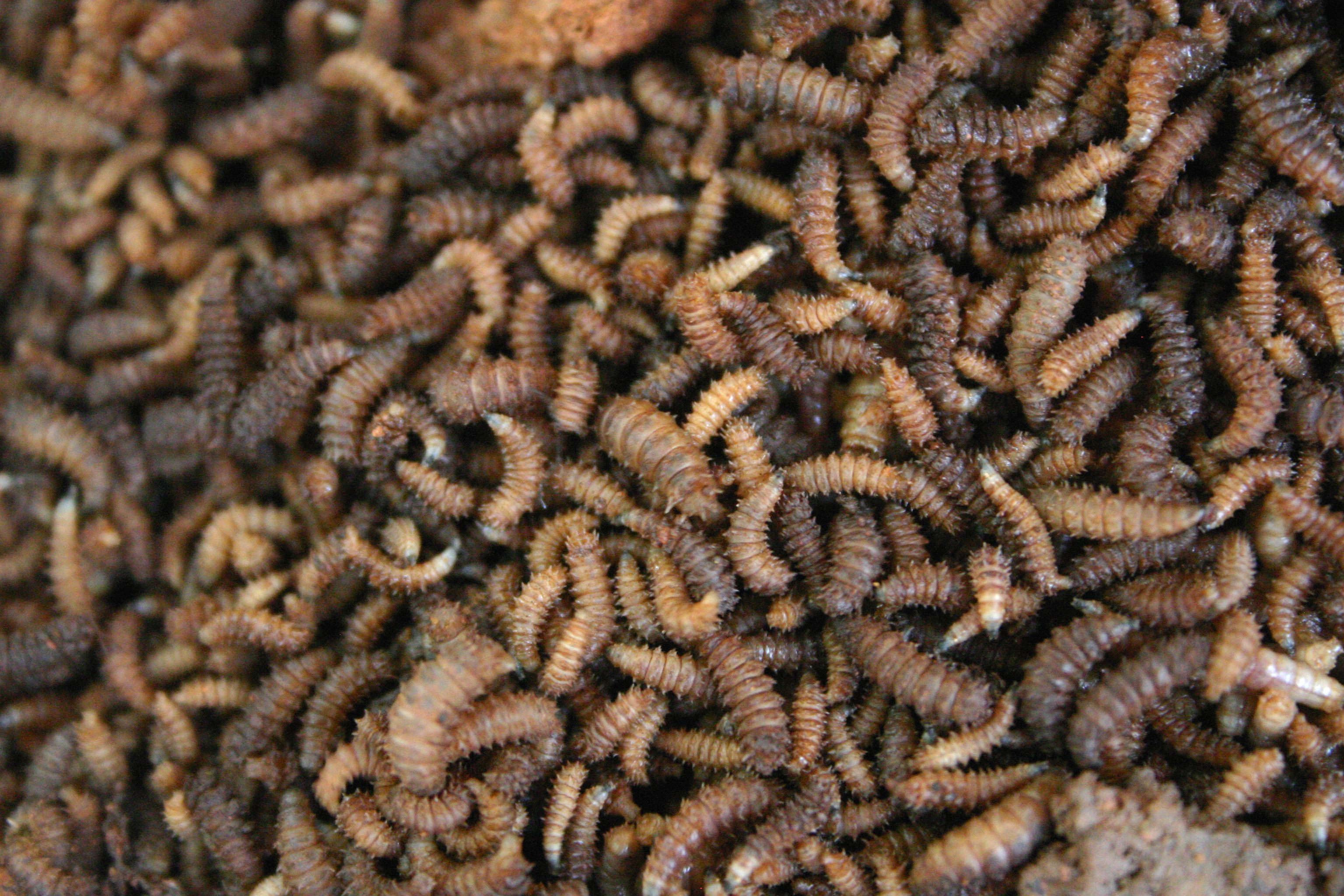
Asticots de mouches (Calliphoridae) dévorant une charogne.
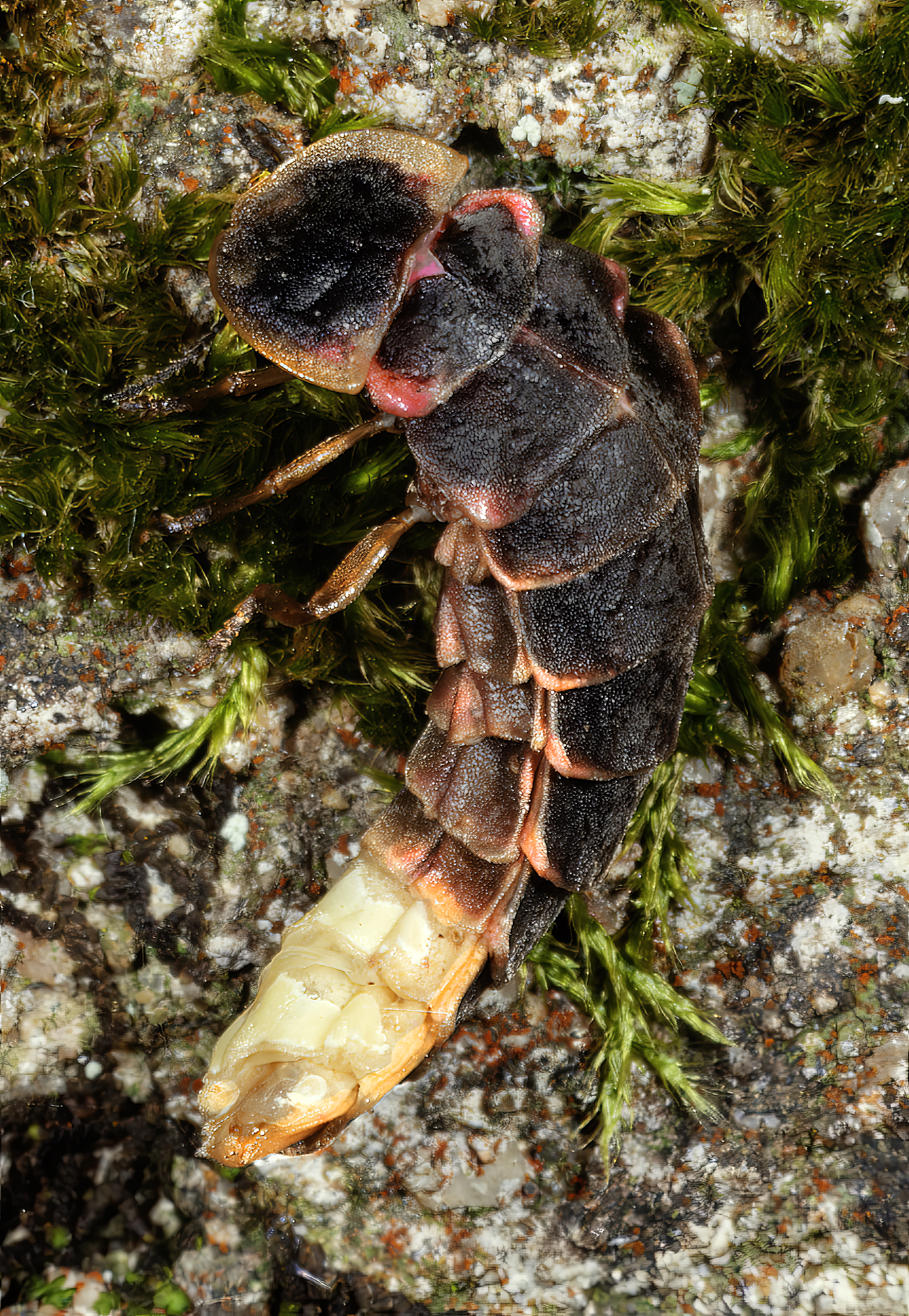
« Ver luisant », en fait une lampyre, femelle de la luciole.

### Mollusques vermiformes
Un certain nombre de mollusques sans coquille appartenant à divers sous-groupes arborent des silhouettes vermiformes, comme les caudofovéates ou les solénogastres.

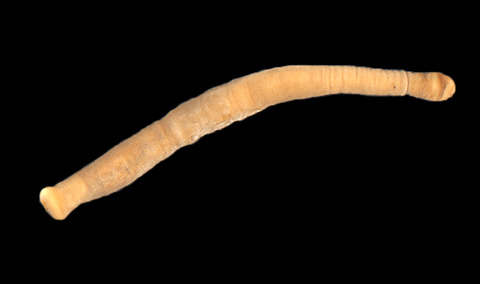
Chaetoderma nitidulum, un caudofovéate.
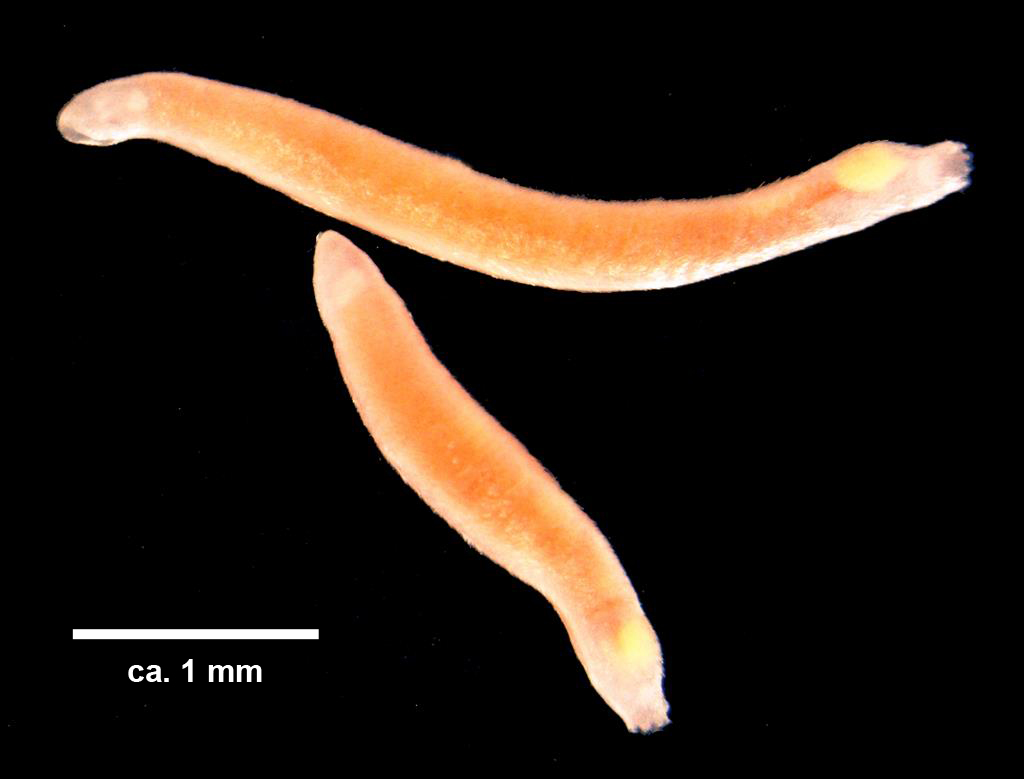
Wirenia argentea, un solénogastre.

## Parasitisme
Nombreux sont les vers qui peuvent être, à l'état adulte ou larvaire, parasites de l'homme ou d'animaux.
Dans le groupe des vers plats, on trouve par exemple le ténia, les bothriocéphales, la douve, le schistosome. Dans les vers ronds, ascaride, oxyure, trichocéphale, ankylostome, strongle, trichine, filaire…
En général, les vers habitent les organes digestifs (ténia), plus rarement les muscles (trichines et cysticerques), le cerveau (cénures, par exemple le ténia multiceps), le foie et le poumon (échinocoques)
Le ver du cœur est un parasite mortel chez le chien. Il fait partie des Dirofilaria.